# ميني (بي إم دبليو)
ميني (بالإنجليزية: Mini)‏ هي شركة سيارات بريطانية مملوكة من قِبل شركة بي ام دبليو منذ عام 1994، وهي متخصصة في تصنيع السيارات الصغيرة. سيارة ميني الأصلية أنتجتها شركة المحركات البريطانية سنة 1959.
ميني  هي علامة تجارية بريطانية للسيارات تأسست في عام 1969، مملوكة لشركة السيارات الألمانية بي إم دبليو منذ عام 2000، وتستخدمها مجموعة من السيارات الصغيرة. تم استخدام كلمة ميني في أسماء طرازات السيارات منذ عام 1959، وفي عام 1969 أصبحت علامة تجارية بحد ذاتها عندما حل اسم «ميني» محل اسمي موديلات السيارات المنفصلة «أوستن ميني» و «موريس ميني». استحوذت بي إم دبليو على العلامة التجارية في عام 1994 عندما اشترت مجموعة روفر (المعروفة سابقًا باسم بريتش ليلاند)، والتي كانت تمتلك ميني، من بين ماركات أخرى.
كان ميني الأصلي عبارة عن مجموعة من السيارات البريطانية الصغيرة التي صنعتها شركة شركة السيارات البريطانية (BMC)، والتي أصبحت في عام 1966 جزءًا من البريطانية للسيارات القابضة. اندمج هذا مع ليلاند موتورز في عام 1968 لتشكيل شركة بريتش ليلاند. في الثمانينيات، تم تفكيك شركة بريتيش ليلاند وفي عام 1988 استحوذت شركة بريتيش أيروسبيس على مجموعة روفر، بما في ذلك ميني. وتضمنت نماذج مصغرة لل موريس ميني الصغرى وأوستن سبعة، ومواطنه، ميني موك (موكي)، 1275GT وكلوبمان. استخدمت إصدارات الأداء من هذه النماذج اسم كوبر، بسبب شراكة مع أسطورة السباقات جون كوبر. استمر إنتاج ميني الأصلي حتى عام 2000.
في عام 1994، استحوذت بي إم دبليو على مجموعة روفر، وتم تفكيكها في عام 2000 مع احتفاظ بي إم دبليو بعلامة ميني التجارية. بدأ تطوير خليفة حديث لـ ميني في عام 1995، وأطلقت بي إم دبليو طرازًا جديدًا بالكامل في عام 2001. تشتمل مجموعة ميني الحالية على هاردتوب/ هاتش/ كونفيرتابل (هاتشباك بثلاثة أبواب)، وكلوبمان (ملكية)، وكانتريمان (كروس أوفر بخمسة أبواب)، وميني كوبيه ورودستر ميني بيسمان (كروس بثلاثة أبواب على أساس كونتري مان).
يتم تجميع ميني هاتش / هاردتوب وكلوبمان وكوبيه ورودستر في مصنع أكسفورد التابع لبي إم دبليو بكاولي، إنجلترا. يتم تجميع ميني كونفيرتابل وميني كونتري مان في إل دي في نيدكار في (هولندا)، كما يتم تجميع ميني هاتش/ هاردتوب هنا بجانب مصنع أكسفورد. تم تجميع بيسمان حتى عام 2016 بواسطة ماجنا شتاير في النمسا. تم بيع إجمالي 301,526 سيارة صغيرة في جميع أنحاء العالم في عام 2012. كانت سيارات ميني نشطة في الراليات وفازت ميني كوبر إس بسباق مونتي كارلو في ثلاث مناسبات في أعوام 1964 و 1965 و 1967 شارك ميني في بطولة العالم للراليات منذ عام 2011 من خلال فريق برودرايف سي آر دبليو.
في أبريل 2013، أصبح بيتر شوارزنباور مديرًا إداريًا جديدًا لميني، خلفًا لجوشن جولر. في أبريل 2013، أصبح بيتر شوارزنباور مديرًا إداريًا جديدًا لميني، خلفًا لجوشن جولر.
في 1 أبريل 2019، عينت بي إم دبليو بيرند كوربر مديرًا لعلامة ميني التجارية واستبدلت بيتر شوارزنباور.

## التاريخ

### 1959 إلى 1990

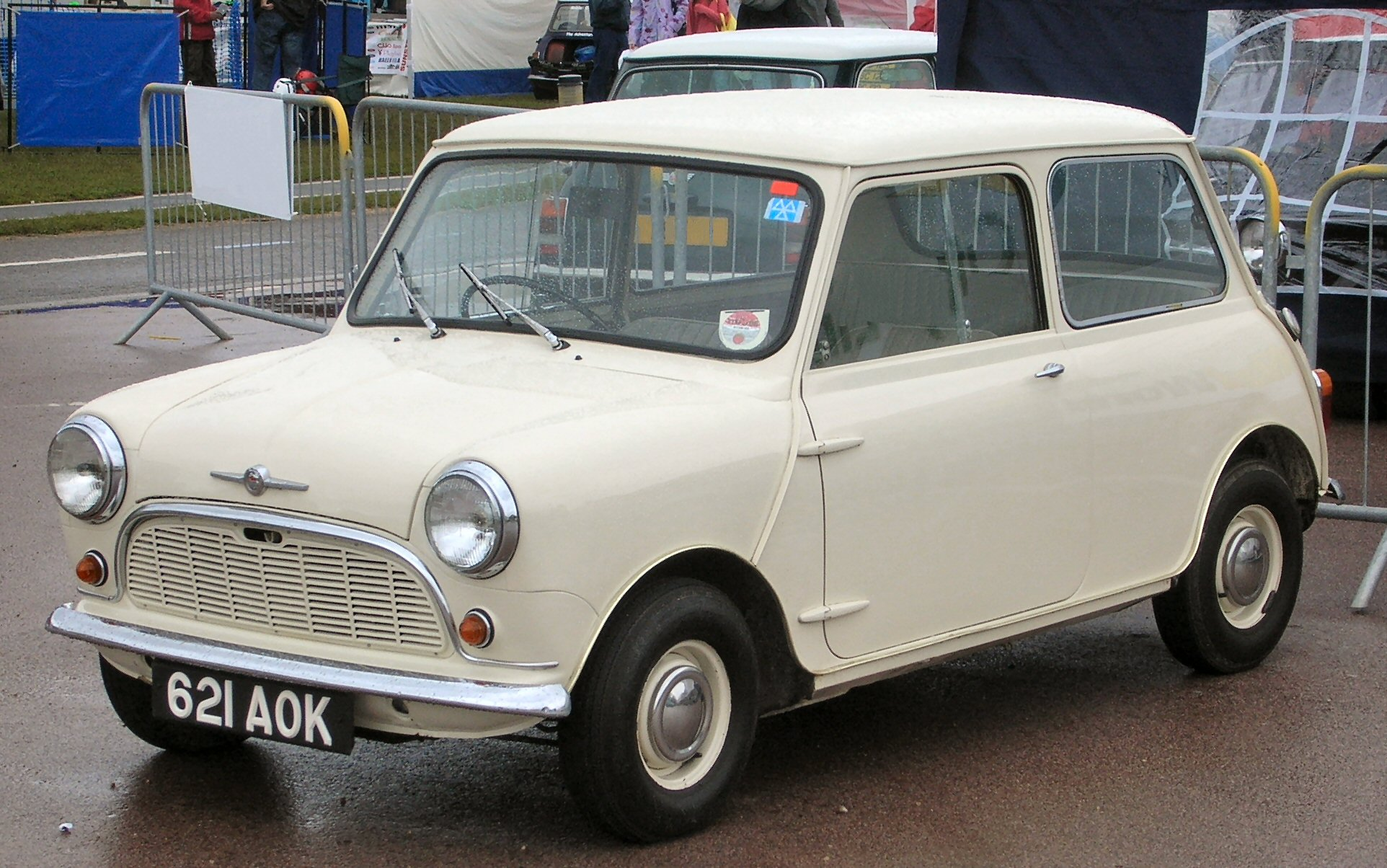
1959 موريس ميني مينور

كانت السيارة الصغيرة الأصلية ذات البابين سيارة صغيرة أنتجتها شركة شركة السيارات البريطانية (BMC) وخلفائها من عام 1959 حتى عام 2000. تعتبر أيقونة الستينيات،  وقد تأثر تصميمها للدفع بالعجلات الأمامية الموفر للمساحة (والذي سمح باستخدام 80٪ من مساحة لوح الأرضية السيارة للركاب والأمتعة) جيل من صانعي السيارات. تعتبر السيارة من بعض النواحي المكافئ البريطاني للسيارة الألمانية المعاصرة فولكس فاجن بيتل، والتي تمتعت بشعبية مماثلة في أمريكا الشمالية. في عام 1999، تم التصويت على الميني باعتبارها ثاني أكثر السيارات تأثيرًا في القرن العشرين (سيارة القرن)، بعد فورد موديل تي 
تم تصميم هذه السيارة المميزة ذات البابين لـ بي إم سي بواسطة السير أليك إيسيجونيس. تم تصنيعها في مصانع لونجبريدج بكاولي، أوكسفوردشاير في إنجلترا، ومصنع فكتوريا بارك / زيتلاند شركة السيارات البريطانية (أستراليا) في سيدني، أستراليا، ولاحقًا أيضًا في إسبانيا (Authi)، بلجيكا، تشيلي، إيطاليا (إينوشينتي)، البرتغال، الجنوب أفريقيا وأوروغواي وفنزويلا ويوغوسلافيا. كان لدى ميني مارك I ثلاثة تحديثات رئيسية في المملكة المتحدة: مارك II وكلوبمان ومارك III. ضمن هذه كانت سلسلة من التغيرات بما في ذلك سيارة الحوزة، وشاحنة صغيرة، وفان وموكي البسيطة (ميني موك) -a جيب تشبه عربات التي تجرها الدواب. كانت ميني كوبر وكوبر «إس» من الإصدارات الرياضية التي حققت نجاحًا كسيارات رالي، حيث فازت بسباق رالي مونت كارلو أربع مرات من عام 1964 حتى عام 1967، على الرغم من استبعاد ميني كوبر في عام 1966 بعد النهاية، إلى جانب ستة مشاركين بريطانيين آخرين، وهو ما تضمنت أول أربع سيارات تم الانتهاء منها، بموجب حكم مشكوك فيه بأن السيارات استخدمت مزيجًا غير قانوني من المصابيح الأمامية والمصابيح الكاشفة. في البداية تم تسويق سيارات مينيس تحت أسماء أوستن وموريس، مثل أوستن سفن وموريس ميني مينور، حتى أصبحت ميني علامة تجارية في حد ذاتها في عام 1969. تم تسويق الميني مرة أخرى تحت اسم أوستن في الثمانينيات.

### 1990 إلى 2000

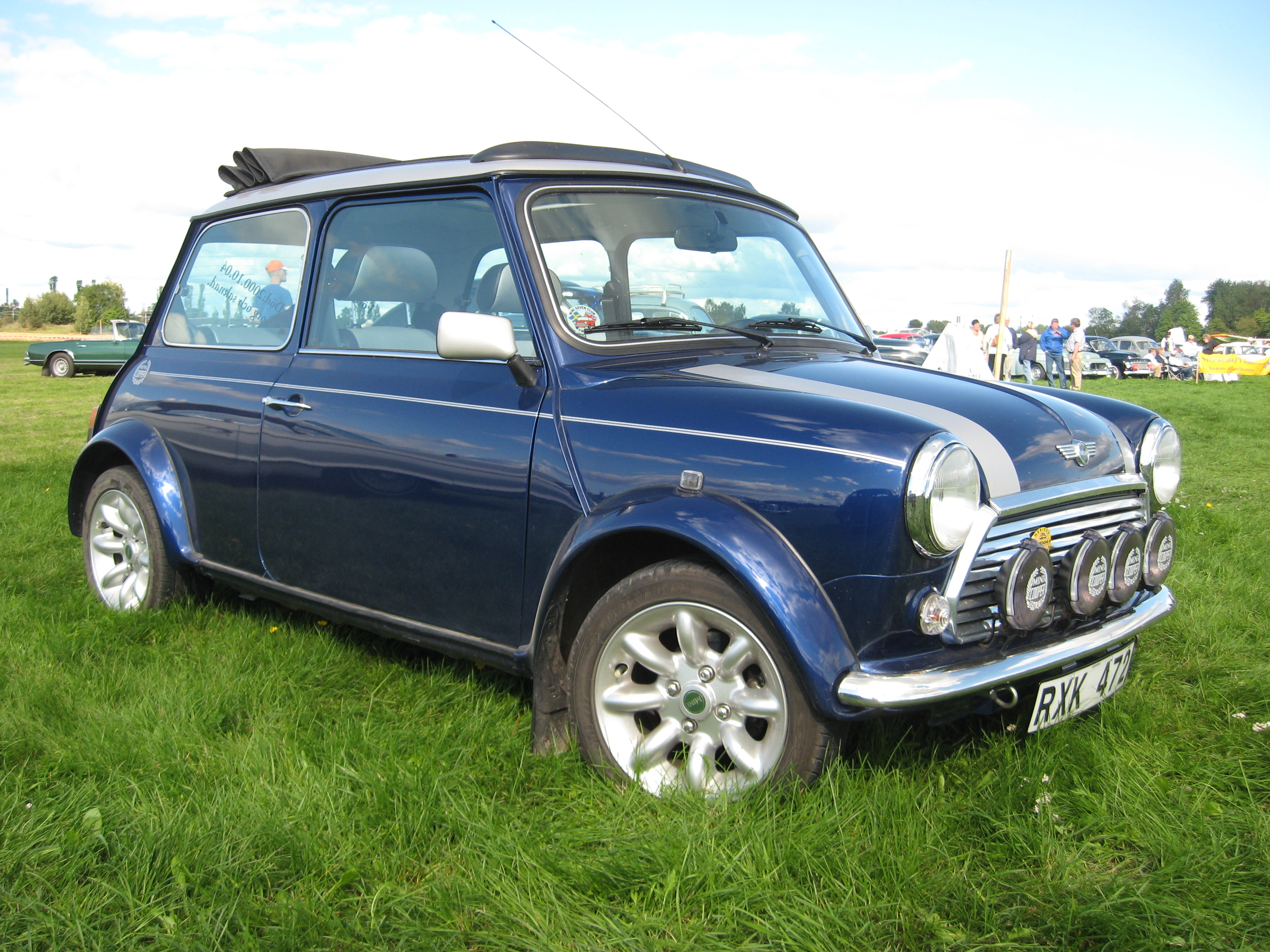
ميني كوبر إس، 2000

في التسعينيات، كانت بي إم دبليو تسعى إلى توسيع نطاق طرازها من خلال إضافة السيارات المدمجة وسيارات الدفع الرباعي. أدى ذلك إلى إطلاق سلسلة من سيارات مفهوم السيارات المدمجة من الشركة خلال أوائل التسعينيات. الأول كان E1 و Z13، يعملان بمحرك كهربائي و 1100 مثبت في الخلف محرك دراجة نارية بي ام دبليو سم مكعب، على التوالي.
في أوائل عام 1994، استحوذت بي إم دبليو على مجموعة روفر من بريتيش ايروسبيس، التي تمتلك ميني، من بين ماركات أخرى. أصرت بي إم دبليو على أنه حتى الطراز المضغوط يجب أن يتميز بخصائص بي إم دبليو التقليدية (مثل الدفع بالعجلات الخلفية) لدعم معايير الشركة وصورتها. ومع ذلك، لم تشارك العلامة التجارية «ميني» هذه المعايير ورأت بي إم دبليو في ذلك فرصة لإنشاء سيارة مدمجة ذات أسعار تنافسية، لكنها ممتازة. شكّل هذا خطة بي إم دبليو لإطلاق الفئة الأولى من الفئة الأولى والميني متوسطة المدى.
في هذا الوقت تقريبًا، كانت روفر أيضًا يعمل على خليفة للميني الأصلي. كان مفهومها الأول هو إيه سي في 30 الذي تم كشف النقاب عنه في رالي مونتي كارلو عام 1997. كان الاسم جزئيًا اختصارًا لمركبة الذكرى السنوية، في حين أن "30" تمثل الثلاثين عامًا التي مرت منذ أن فازت ميني لأول مرة بسباق مونتي كارلو رالي. كانت السيارة نفسها كوبيه ببابين مدعومة بمحرك إم جي إف مثبت في الخلف.
بعد أشهر فقط، أطلقت روفر مفهومًا آخر، هذه المرة، زوج من المركبات. كانت هذه المركبات محاولة أكثر واقعية لإنشاء ميني حديثة، وتزامنت مع إنشاء بي إم دبليو الرسمي لمشروع ميني. على الرغم من أن الزوجين المكونين من بابين وأربعة أبواب كانا يرتديان شارات ميني، إلا أن كلا المركبتين ظلت مجرد مفهومين.
في عام 1998، شرعت بي إم دبليو في إنشاء إنتاج ميني. كان الجانب الأول الذي تم النظر فيه هو التصميم الذي تم اختياره من بين 15 دراسة تصميم بالحجم الكامل. خمسة من هذه التصاميم جاءت من بي إم دبليو ألمانيا، وخمسة أخرى من بي إم دبليو ديزاين وركس في كاليفورنيا، وأربعة من روفر وواحد من استوديو خارجي في إيطاليا. كان التصميم المختار من بي إم دبليو ديزاين وركس وصممه المصمم الأمريكي فرانك ستيفنسون. صاغ ستيفنسون سيارة ميني وان آر50 الجديدة وميني كوبر يقودان الفريق الذي طور سيارة إي 50 في ميونيخ (تم إسقاط التطوير الموازي في إنجلترا من قبل فريق روفر في عام 1995). هذا التصميم، لكونه سيارة مدينة، تم دمجه أيضًا في خطة بي إم دبليو لسيارتين مدمجتين، تاركًا فئة السوبر ميني لسيارات بي إم دبليو الفئة الأولى. بعد إطلاق ميني الجديدة، قال ستيفنسون لمجلة السيارات أوتوكار.

### أردنا أن يكون الانطباع الأول عند صعودك إلى السيارة هو " إنها لا يمكن أن تكون إلا ميني"—فرانك ستيفنسون[4]2000 حتى الوقت الحاضر
آخر مارك السابع ميني، و 5,387,862 وميني الأصلي النهائي ذو البابين الذي سيتم إنتاجه، وهو كوبر سبورت أحمر، تم بناؤه في مصنع لونجبريدج في أكتوبر 2000. تم إخراج السيارة من خط الإنتاج بواسطة مغني البوب لولو، وتم وضعها لاحقًا في مركز هيريتيج موتور (مركز التراث للسيارات) في جايدون، إلى جانب أول سيارة ميني مارك صنعتها على الإطلاق. طرح الجيل الجديد من ميني هاتش / هاردتوب للبيع في يوليو 2001 وحقق نجاحًا فوريًا في المبيعات.
في فبراير 2005، أعلنت شركة بي إم دبليو عن استثمار 100 مليون جنيه إسترليني في مصنع ميني في أكسفورد بالمملكة المتحدة، مما أدى إلى خلق 200 وظيفة جديدة وزيادة إنتاج الإنتاج بنسبة 20٪.
في معرض أمريكا الشمالية الدولي للسيارات في يناير 2011، أعلنت بي إم دبليو أنها ستوسع نطاق ميني مع إطلاق سيارتي كروس أوفر رياضيتين جديدتين ببابين على أساس سيارة مفهوم ميني بيسمان، مع إصدار الكوبيه المخطط لدخول الإنتاج في 2011 وسيارة رودستر تليها في 2012. في يونيو 2011، أعلنت بي إم دبليو عن استثمار بقيمة 500 جنيه إسترليني مليون في المملكة المتحدة على مدى السنوات الثلاث التالية كجزء من توسيع نطاق ميني إلى سبعة طرازات.
في يوليو 2017، أعلنت شركة بي إم دبليو أنه سيتم بناء نموذج صغير كهربائي في مصنع كاولي، في أكسفورد، والذي سيبدأ الإنتاج في عام 2019. كما سيتم إنتاجه في الصين.

## نماذج الإنتاج

### طراز BMC / BL / روفر (1959 إلى 2000)

#### ميني مارك الأول (1959 إلى 1967)

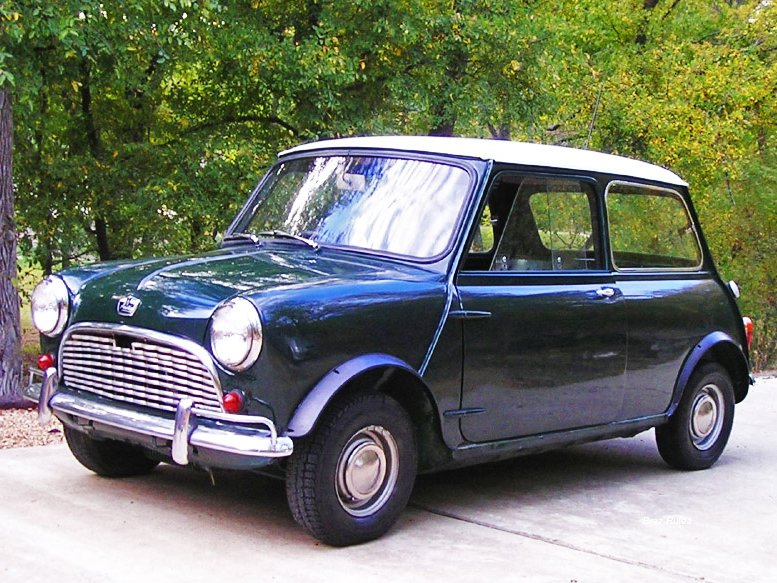
1963 أوستن ميني سوبر ديلوكس

تم إطلاق مارك 1 ميني (الاسم الرمزي ADO 15) في أغسطس 1959، وتم تسويقه في البداية باسم أوستن سيفين وموريس ميني-مينور.
يمكن التعرف على مارك I ميني إس من خلال مفصلات الأبواب الخارجية وزجاج الأبواب المنزلقة ومصابيح خلفية أصغر من السيارات الأحدث وشبكة «شارب». جاء محرك الفئة A في مجموعة واسعة من السعات، في البداية بحجم 848 سم مكعب، ولكن لاحقًا تمت إضافة محركات 997 و 998 و 1071 و 1275 سم مكعب. كانت السيارات غير التابعة لكوبر تحتوي على علب تروس مع محدد «العصا السحرية»، مع 4 سرعات (بدون التزامن في الأول) بينما تحتوي كوبرز على محدد نقل الحركة عن بُعد. تم تقديم ناقل حركة أوتوماتيكي رباعي السرعات في عام 1965. في عام 1960، تم إطلاق شاحنة صغيرة ذات مقعدين، جنبًا إلى جنب مع ملكية، كلاهما يشتركان في قاعدة عجلات أطول. وفي عام 1961، تم تقديم البيك أب، استنادًا أيضًا إلى قاعدة العجلات الأطول

#### ميني مارك 2 (1967 إلى 1970)
تلقت ميني بعض التعديلات الطفيفة في عام 1967 كما تم بيعها مثل أوستن أو موريس ميني في معظم الأسواق.

#### ميني ماركس الثالث إلى السابع (1969 إلى 2000)

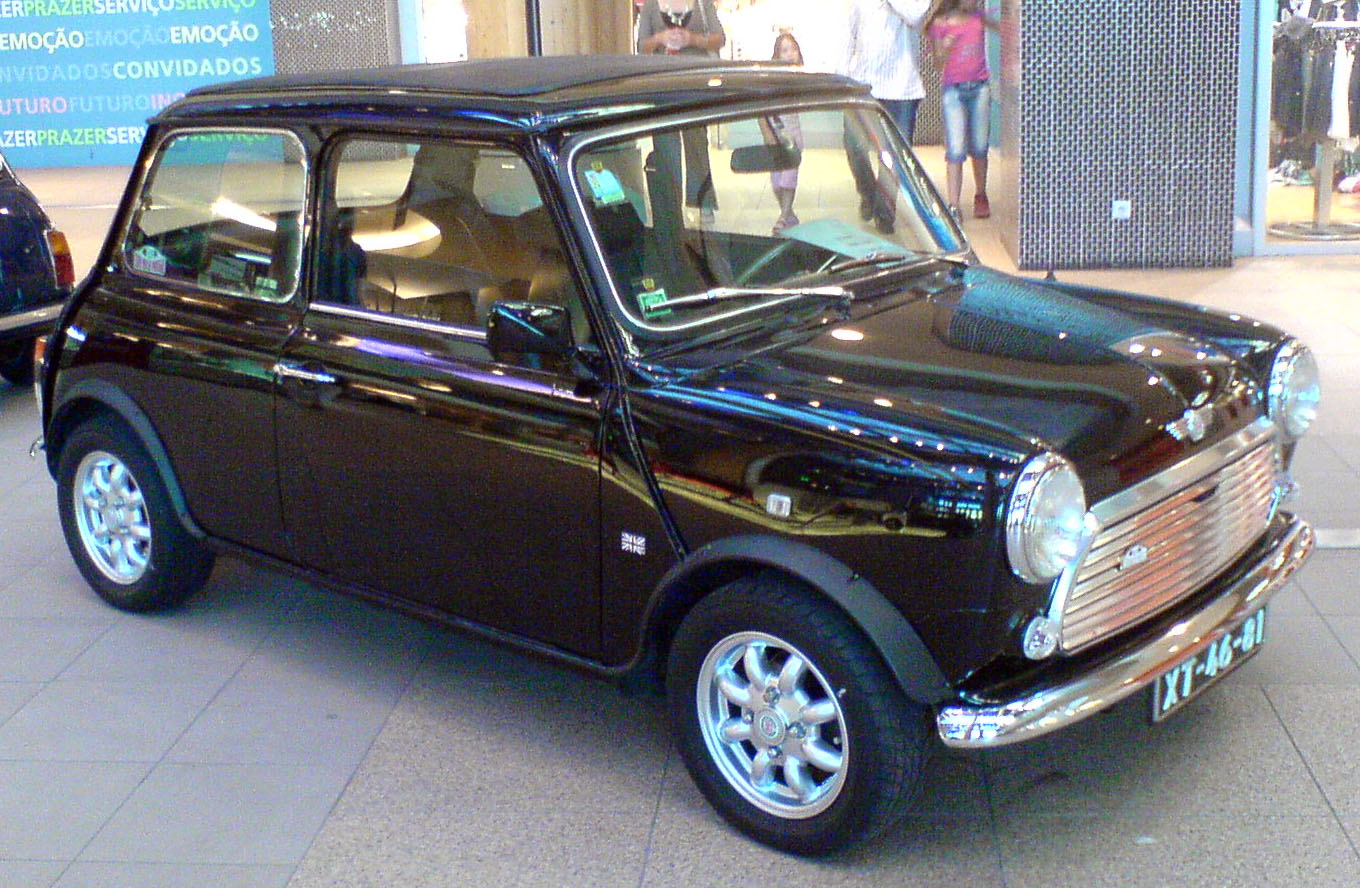
مارك السادس ميني، في الإنتاج من 1990 إلى 1995.

تم إطلاق مارك III ميني في عام 1969، وهو نسخة محدثة من مارك II بهيكل معدّل. كانت التغييرات الأكثر وضوحًا هي الأبواب الكبيرة ذات المفصلات المخفية. فقد غطاء صندوق الأمتعة اللوحة الأصلية المفصلية وشكل التجويف وتم تركيب مصباح خلفي كبير مرمز بالألوان في مكانه، إلى جانب نوافذ جانبية خلفية أكبر. تم استبدال النوافذ المنزلقة بنوافذ متعرجة - على الرغم من أن بعض العلامات التجارية الأسترالية الصنع مارك I ميني إس قد تبنت هذه الميزة في عام 1965 (مع فتح نوافذ ربع ضوء). تحول التعليق من هيدروليستيك إلى أقماع مطاطية. كتدبير لتوفير التكلفة. انتهى الإنتاج في مصنع كاولي، وحل الاسم البسيط «ميني» محل العلامات التجارية المنفصلة أوستن وموريس.
قدم مارك IV، الذي تم إطلاقه في عام 1976، إطارًا فرعيًا أماميًا مُثبتًا بالمطاط مع مسامير برجية مفردة وشجيرات أكبر في الإطار الخلفي. بالإضافة إلى ذلك، تم إدخال مؤشرات ساق مزدوجة مع دواسات قدم أكبر، ومن عام 1977 فصاعدًا، كانت مصابيح المؤشر الخلفية تحتوي على أضواء عكسية مدمجة فيها.
تم إطلاق مارك V في عام 1984، وقدم 8.4 بوصة (210 مـم) أقراص المكابح وأقواس العجلات البلاستيكية (أقواس صغيرة خاصة) لكنها احتفظت بنفس شكل هيكل جسم مارك IV.
بالنسبة إلى مارك VI، الذي تم إطلاقه في عام 1990، تم تحريك نقاط تثبيت المحرك إلى الأمام لتستوعب 1,275 وحدات طاقة سي سي، وتتضمن إصدار المكربن إتش آي إف، بالإضافة إلى السيارة التي يتم حقنها بالوقود أحادية النقطة والتي تم طرحها في عام 1991. 998 تم إيقاف وحدات الطاقة سم مكعب. تم تجهيز غطاء المحرك الداخلي من عام 1992.
كان مارك VII، الذي تم إطلاقه في عام 1996، هو الإصدار الأخير من الطراز ميني الأصلي ذي البابين. بالنسبة لهذا النموذج، تم تقديم الحقن المزدوج مع المبرد الأمامي، جنبًا إلى جنب مع لوحة القيادة كاملة العرض والوسادة الهوائية الجانبية للسائق.

### طرازات بي إم دبليو (2001 حتى الآن)

#### ميني هاتش / هاردتوب (2001 إلى 2006)

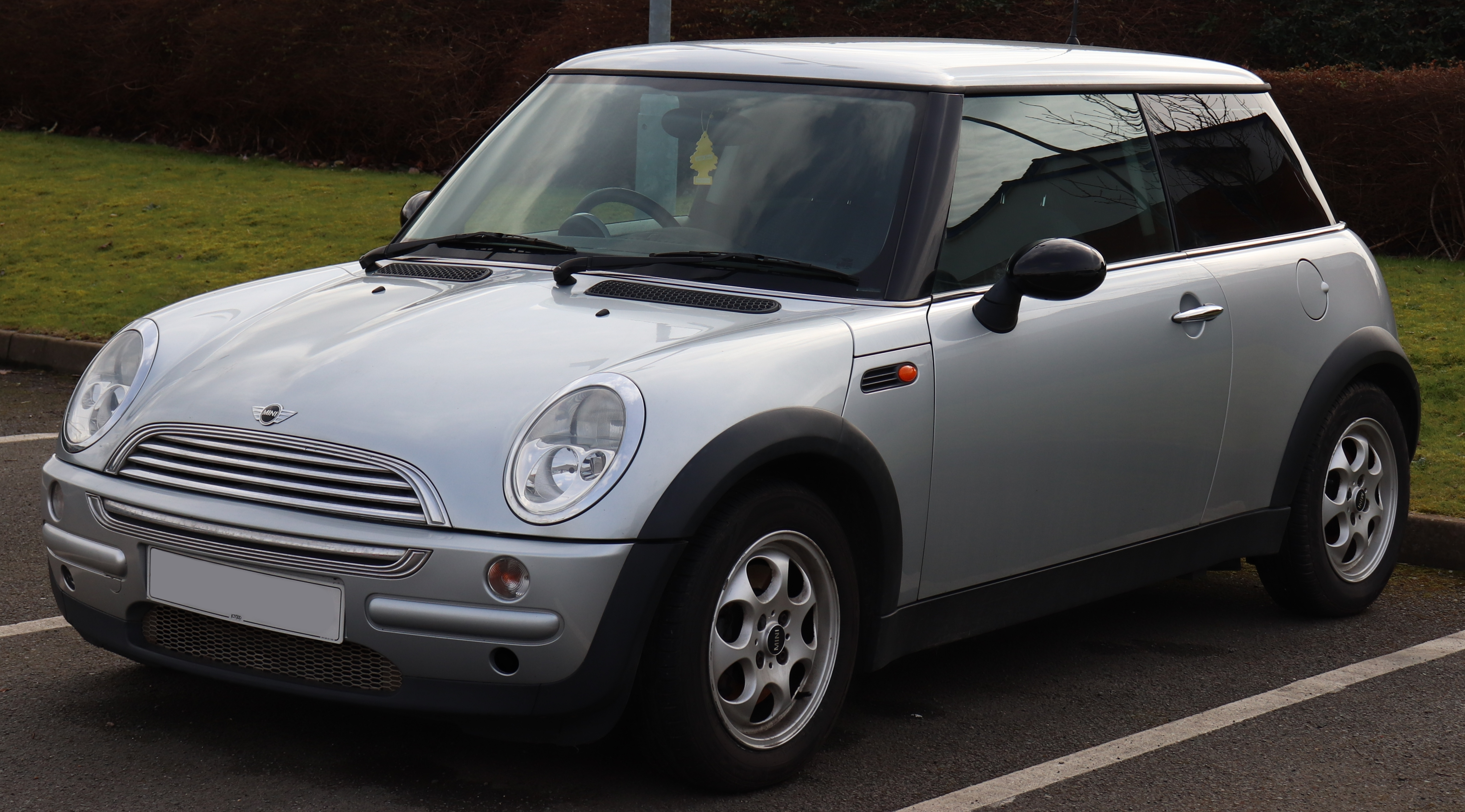
ميني وان هاتش موديل 2004 (موديل ما قبل شد الوجه)

جميع طرازات ميني منذ عام 2001 لها متغيرات مختلفة، بما في ذلك وان (المناسبة لمستوى الدخول) و كوبر و كوبر إس (رياضية) وجون كوبر وركس (JCW) (الراقية).
كانت هاتشباك / هارد توب ميني هي أول طراز من الجيل الجديد ميني، الذي تم تقديمه في عام 2001، وكان يُعرف في ذلك الوقت باسم ميني ببساطة. كانت متوفرة في إصدارات كوبر وكوبر إس ووان عند الإطلاق. في العديد من الأسواق الأوروبية، كان ميني وان مدعومًا بإصدار 1.4 لتر I4  من محرك تريتك، لكن جميع سيارات ميني إس الأخرى التي تعمل بالبنزين تستخدم الإصدار 1.6 لتر I4. تضمنت طرازي كوبر إس و JCW نظام سحب شاحن فائق. كان هذا الجيل من المصغرات هو نموذج الإنتاج الوحيد الذي تم استبداله بشاحن توربيني من الجيل الثاني فصاعدًا.
اتبعت الأسماء كوبر و كوبر إس الأسماء المستخدمة للإصدار الرياضي من ميني الكلاسيكية، والتي تأتي بدورها من مشاركة John كوبر وشركة كوبر كار. تم التأكيد بشكل أكبر على تراث كوبر من خلال مجموعة جون كوبر وركس (JCW) من خيارات الضبط المتوفرة مع ميني. ابتكر جون كوبر أيضًا نموذج سباق لمرة واحدة من ميني كوبر إس أطلق عليه اسم ميني كوبر إس ووركس. تتميز هذه السيارة بالعديد من الإضافات التي تساعد على تحسين الأداء، مثل عادم السباق وفلتر الهواء بالإضافة إلى نظام التعليق المعزز. كانت السيارة أيضًا فريدة من نوعها 17 بوصة (430 مـم) عجلات السباق.
استخدمت ام كيه I ميني وان وكوبر وكوبر إس نسخة من محرك تريتك البرازيلي الصنع الموثوق به، والذي تم تطويره بالاشتراك مع كرايسلر وبي إم دبليو. استخدم ميني وان دي محرك ديزل من نوع تويوتا 1ND-TV (محرك تويوتا إن دي). في أغسطس 2006، أعلنت شركة بي إم دبليو أنه سيتم تصنيع المحركات المستقبلية في المملكة المتحدة، مما يجعل السيارة بريطانية الصنع مرة أخرى تم التجميع النهائي في أكسفورد، وتم إجراء عمليات ضغط الجسم في شركة سويندون بريسنجز بمدينة سويندون والقريبة من شركة بي إم دبليو الفرعية.
كانت آخر مر I البديل ميني كوبر إس مع جون كوبر ووركس جي بي كيت: خفيفة الوزن، وهيأهم شبه سباق جون كوبر ووركس نموذج. تم الانتهاء منه يدويًا من قبل غروبو بيرتوني في إيطاليا، وتم تقديمه كإنتاج محدود من 2000 سيارة خلال عام الطراز 2006، مع 444 من تلك المخصصة في الأصل لسوق المملكة المتحدة (على الرغم من بيع 459 سيارة في النهاية).

### ميني مكشوفة / كابريو (2005 إلى 2008)

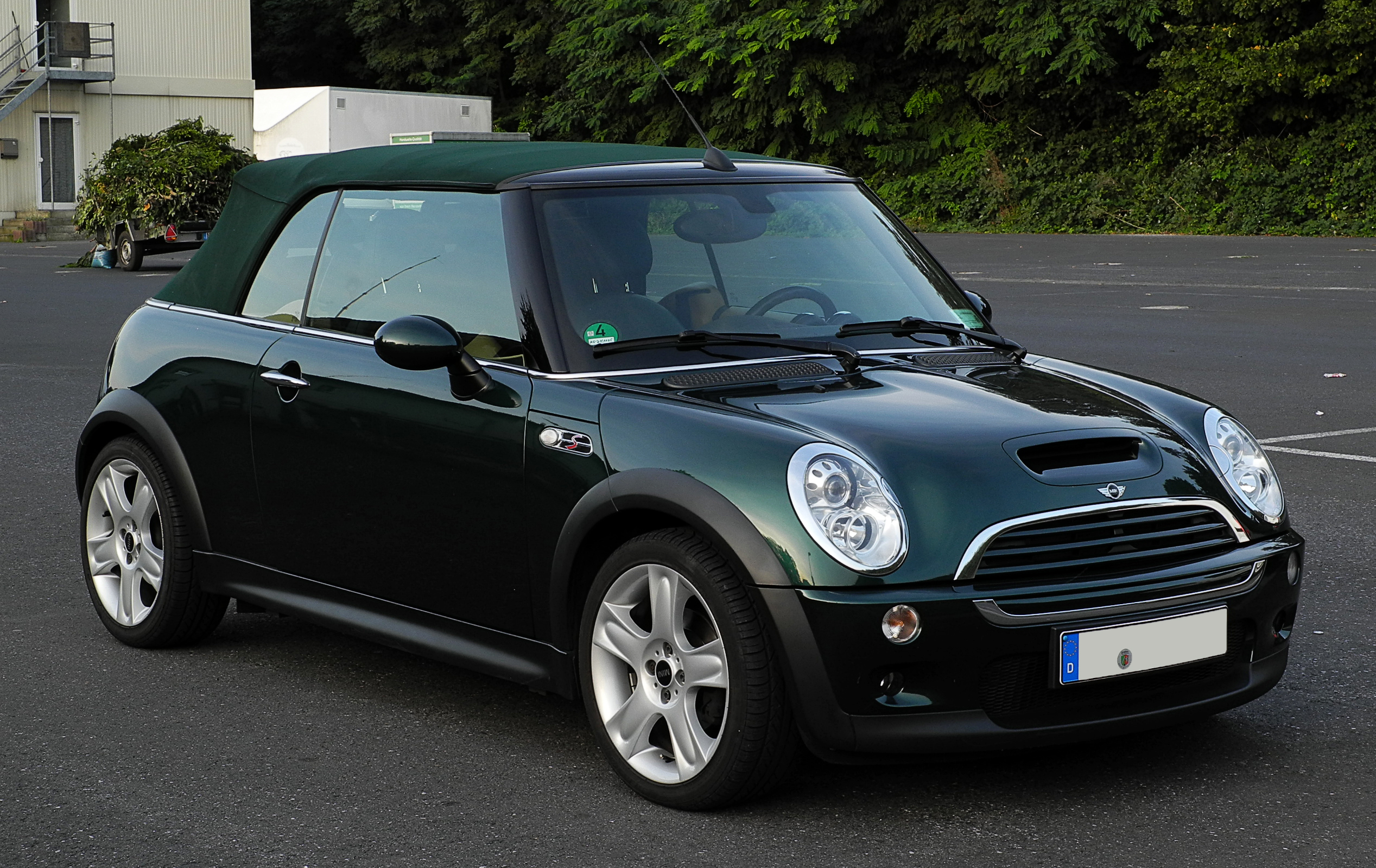
سيارة ميني كوبر إس المكشوفة موديل 2006

في معرض صالون الدولية للسيارات لعام 2004، قدمت ميني نموذجًا قابل للتحويل تم إصداره في عام 2005 ومتوفر في إصدارات وان وكوبر وكوبر إس.
السقف القابل للتحويل أوتوماتيكي بالكامل - وهي ميزة غير معتادة في مثل هذه السيارة الصغيرة - ويمكن فتحه جزئيًا ليكون بمثابة فتحة سقف أثناء قيادة السيارة بسرعة. يتخلى الطراز القابل للتحويل عن الهاتشباك الخلفية لـ هاردتوب ميني، ويحل محله «باب خلفي» منسدل يذكرنا بالميني الكلاسيكي - يشتمل على مفصلات خارجية بارزة بالمثل، ومع السقف في الوضع المغلق، وقسم السقف الخلفي ويمكن رفع رف الأمتعة بمقبضين، على غرار شبه الباب الخلفي، للوصول إلى مساحة الأمتعة بسهولة. تضيف السيارة المكشوفة أيضًا نافذتين كهربائيتين صغيرتين لركاب المقعد الخلفي والتي يتم إنزالها تلقائيًا عند فتح السقف. السقف مصنوع من قماش ثقيل مع عدة طبقات عازلة. النافذة الخلفية زجاجية مع سخان / مزيل صقيع متكامل، ولكن بدون غسالة أو ممسحة.
في معرض أمريكا الشمالية الدولي للسيارات لعام 2007، قدمت ميني الإصدار المحدود من ميني كوبر إس سايدوالك كونفيرتيبل. كانت سرعتها القصوى 215 كيلومتر في الساعة (134 ميل/س) وتتسارع من 0 إلى 100 كيلومتر في الساعة (0 إلى 62 ميل/س) في في 7.9 ثواني. يوفر المحرك 168 حصان (125 كـو) و 220 نيوتن لكل متر (160 رطلق·قدم) من عزم الدوران.

#### ميني هاتش / هاردتوب (2007 إلى 2014)

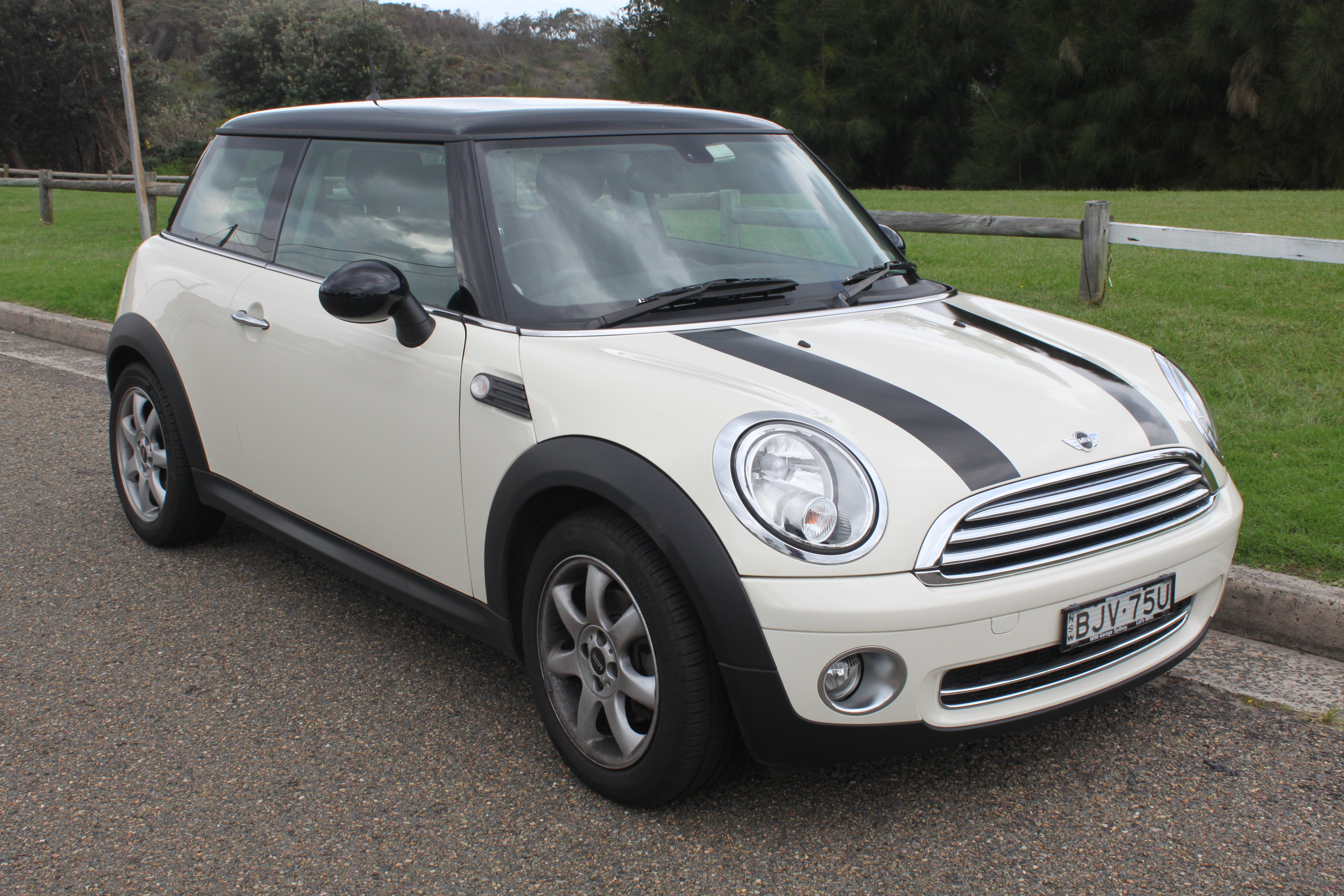
ميني كوبر هاتش موديل 2009.

قدمت ميني الجيل الثاني الجديد كليًا من طراز هاردتوب / هاتش في نوفمبر 2006، على منصة السيارات معاد تصميمها تتضمن العديد من التغييرات في الأسلوب والهندسة. وهي تستخدم محرك برنس، الذي تشترك في تصميمه مع مجموعة بي أس إيه وهو مصمم ليكون أكثر فعالية من حيث التكلفة وفعالية في استهلاك الوقود، ويتم تصنيعه في مصنع محركات بي إم دبليو ساحة هامز في وارويكشاير، المملكة المتحدة. تم التطوير والهندسة في ميونيخ بألمانيا في المقر الرئيسي لمجموعة بي إم دبليو، ومن قبل أطراف خارجية. على الرغم من أن الطراز الجديد يبدو مشابهًا جدًا لسابقه، إلا أن كل لوحة كانت مختلفة، وأسفرت متطلبات السلامة الجديدة عن زيادة الطول الإجمالي بمقدار 60 مليمتر (2.4 بوصة) .
تم تقديم الجيل الثاني من ميني في مستويات كوبر وكوبر إس؛ تمت إضافة النطاق إليه في عام 2007 باستخدام ميني وان. لأول مرة، كان هناك كوبر يعمل بالديزل، متاح من أبريل 2007، وشارة باسم كوبر دي، والتي تم استكمالها في يناير 2011 بـ 2.0 جديد L الديزل للأوتوماتيكي كوبر والأداء العالي كوبر إسدي. اتبعت إصدارات كونفيرتابل وكلوبمان لاحقًا. في عام 2009، تم إطلاق طراز ميني فرست في المملكة المتحدة، وهو إصدار منخفض الوقود فقط، مع طاقة أقل وسرعة أقل. ميني جون كوبر وركس تشالينج هي سيارة سباق مصممة لهذا الغرض، وتستند إلى ميني هاتش، وتم تصنيعها في مصنع بي إم دبليو موتور سبورت الموجود في ميونيخ. تم الكشف عنها في عام 2007 في معرض IAA للسيارات. في عام 2009، تم الكشف عن إصدار خاص من بطولة جون كوبر ووركس العالمية 50 في مهرجان ميني يونايتد 2009 في سيلفرستون.

#### ميني كلوبمان (2008 إلى 2014)

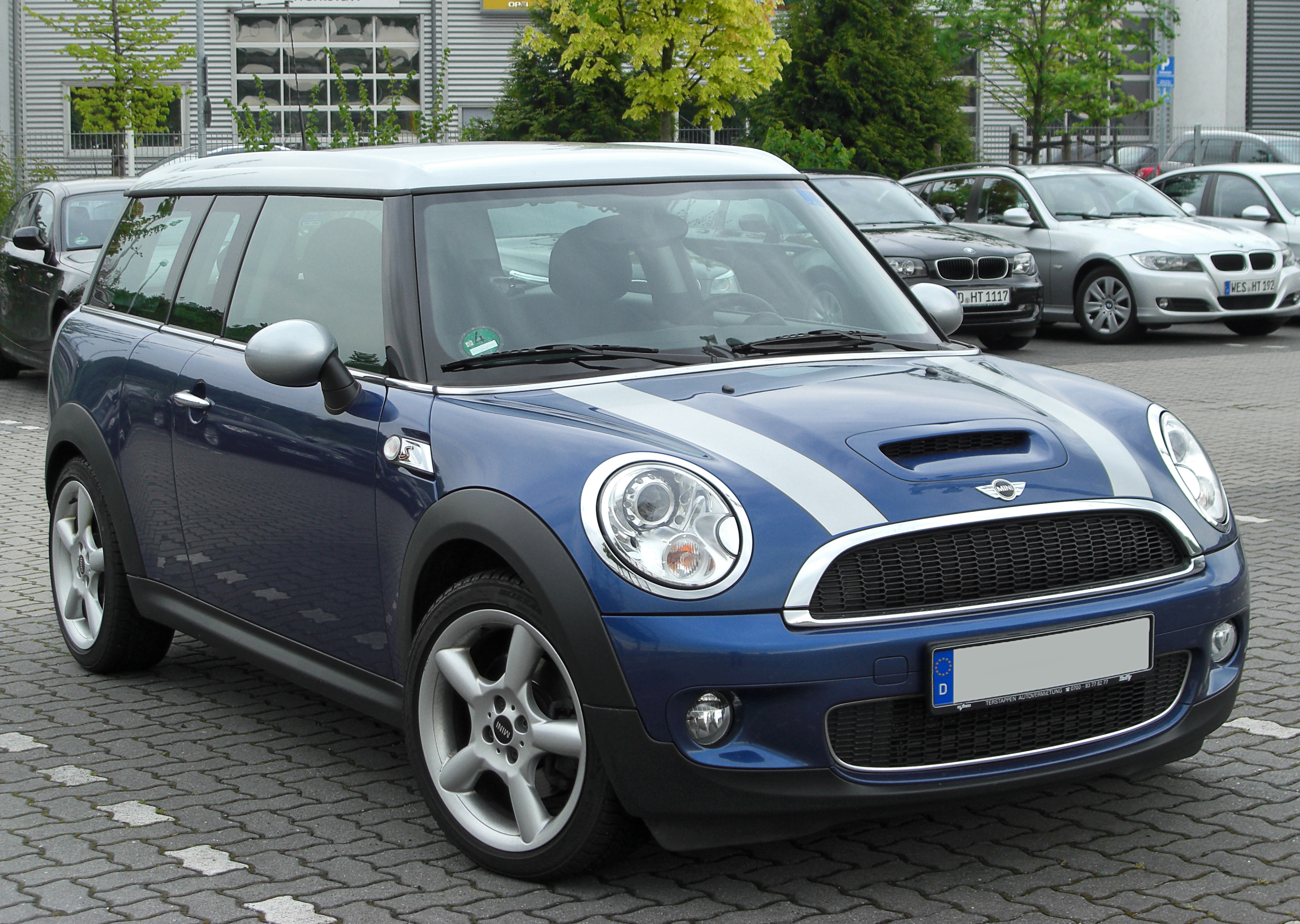
ميني كوبر إس كلوبمان

وكلوبمان البسيطة هي الحوزة البسيطة، وعرض لنموذج عام 2008، ومتاح في واحد، كوبر، كوبر إس، وكوبر دي الاختلافات. في حين أنه مطابق لـ هاتش / هاردتوب من بي بيلارز للأمام، فإن كلوبمان يبلغ 240 مليمتر (9.4 بوصة) أطول بشكل عام، مع قاعدة عجلات ممتدة مماثلة تبلغ 80 مليمتر (3.1 بوصة) أطول؛ وهذا يوفر مساحة أكبر للساق في المقعد الخلفي ومساحة أكبر للأمتعة مقارنة بالسقف الصلب - 160 مليمتر (6.3 بوصة) أطول، مما يعطي 260 لترًا (9.2 قدم مكعب) من المساحة. لها «أبواب حظيرة» مزدوجة، يشار إليها بالتناوب باسم «سبليت دوور»، تطوق الصندوق الخلفي بدلاً من فتحة السحب، كما تتميز أيضًا بـ «كلوب دوور» على الجانب الأيمن بغض النظر عن السوق المقصود. هذا يعني أنه في أسواق القيادة على اليمين، يكون الباب الخلفي على جانب الطريق من السيارة، مما يتطلب من الركاب الخلفيين الخروج إلى الطريق. تتطابق اختيارات المحرك وناقل الحركة مع تلك المستخدمة في طراز هاتش / هاردتوب، باستثناء الطراز 66 كيلوواط (90 PS؛ 89 حصان) واحد ديزل ؛ ويشترك نظام التعليق الخلفي في العديد من ميزات التصميم نفسها بما في ذلك أذرع السحب الخلفية والقضبان المضادة للانقلاب.
كان استخدام اسم «كلوبمان» لشاحنة ميني إيستيت استراحة مع تقاليد ميني الكلاسيكية. كان «كلوبمان» في الأصل هو الاسم الذي أطلق على عملية شد الوجه في السبعينيات من ميني الكلاسيكية، والتي نتج عنها في الغالب واجهة أمامية مربعة، في حين أن العقارات المصغرة الكلاسيكية كانت تُسمى تقليديًا «المسافر» أو «المواطن». ومع ذلك، لم تشتري بي إم دبليو في البداية حقوق استخدام هذه الأسماء.

#### ميني مكشوفة (2009 إلى 2015)

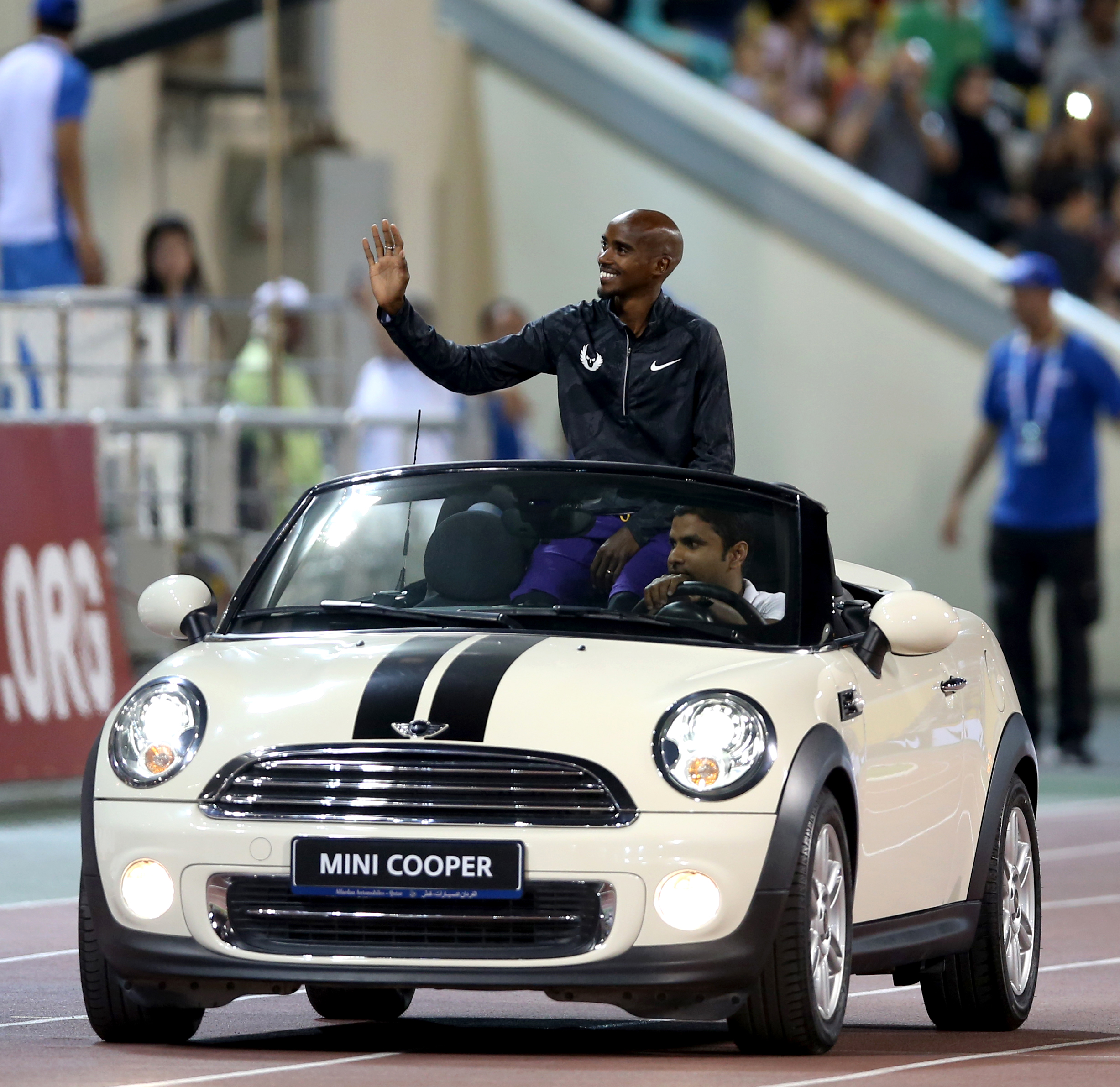
الرياضي محمد فرح في سيارة مكشوفة صغيرة في دوري الدوحة الماسي

تم الكشف عن الجيل الثاني من ميني المكشوفة في معرض ديترويت للسيارات 2009  ومعرض جنيف الدولي للسيارات 2009  كسيارة موديل 2009 (أول ما كان متاحًا للبيع في 28 مارس 2009 ). يسجل الجهاز، الذي يتم تسويقه باسم «أوبين أوميتر»، عدد الدقائق التي عملت فيها السيارة مع سحب سقفها. المتغيرات المتوفرة واختيارات مجموعة نقل الحركة المقابلة هي نفسها الموجودة في مجموعة ميني هاتش، بما في ذلك محرك الديزل في بعض الأسواق.

#### ميني كانتريمان (2011 إلى 2016)

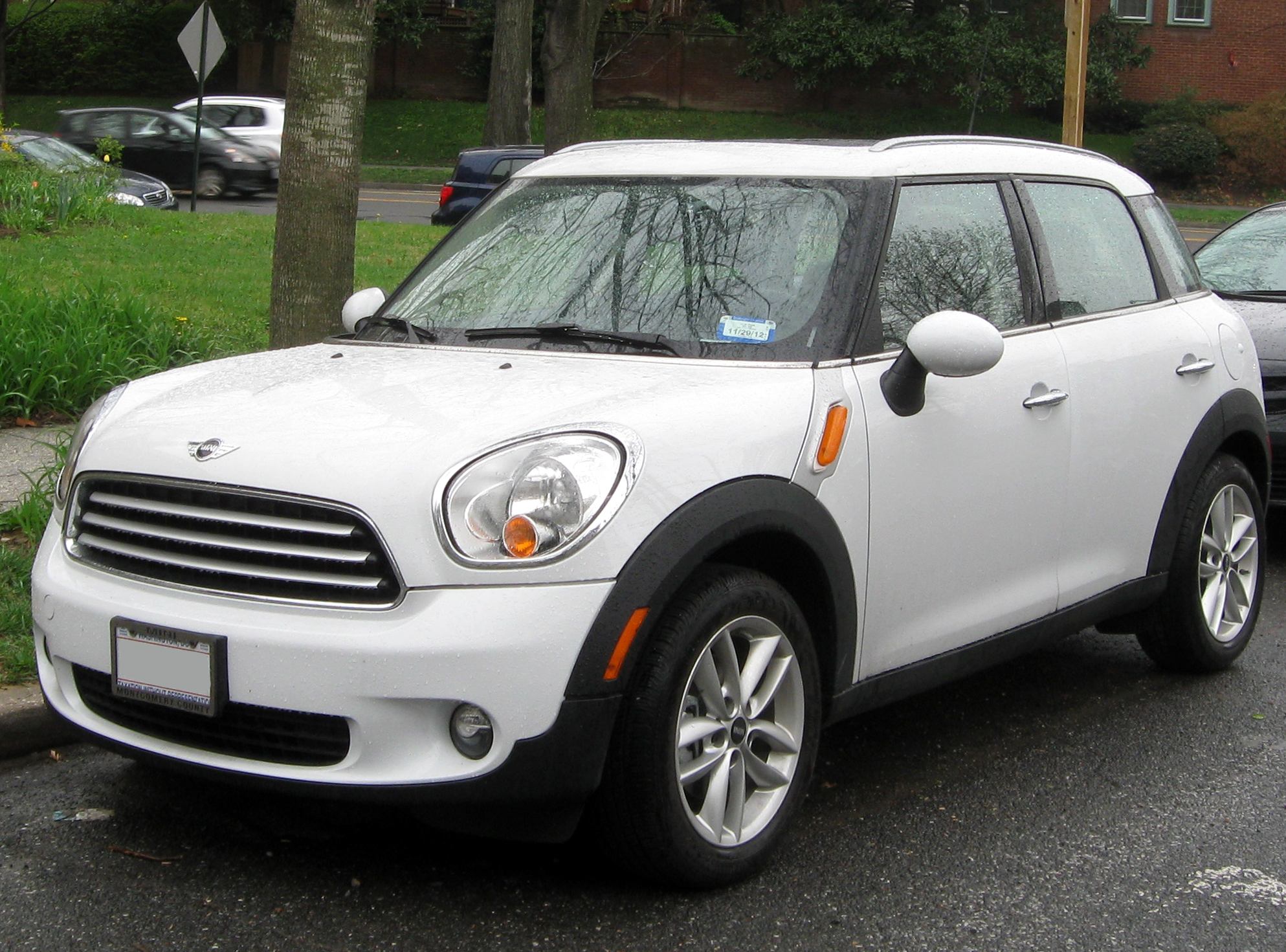
ميني كونتري مان

تم الإعلان عن ميني كانتريمان في يناير 2010، وتم إطلاقها رسميًا في معرض جنيف للسيارات 2010. إنها أول سيارة ميني كروس أوفر، وأول طراز بخمسة أبواب يتم إطلاقه في عصر بي إم دبليو. يتم تقديمه مع خيار الدفع الثنائي أو الرباعي (المعروف باسم ALL4)، ومع 1.6 L بنزين أو ديزل و 2.0 محركات الديزل ذات الأربع أسطوانات L في حالات ضبط مختلفة. بدأت المبيعات في سبتمبر 2010 كسيارة موديل 2011.
يتمتع كانتريمان بقاعدة عجلات أطول، وغرفة داخلية أكثر، وخلوص أرضي أعلى من كلوبمان. وهي تستخدم نفس المحركات مثل مجموعة هاتش / كلوبمان، ولكن مع مجموعة نقل حركة اختيارية بنظام الدفع الرباعي (يُطلق عليها "ALL4") للسماح بالقيادة على الطرق الوعرة والطرق الوعرة. يتوفر ناقل حركة يدوي بست سرعات قياسيًا في جميع الطرازات، مع توفر ناقل حركة أوتوماتيكي في جميع موديلات البنزين والديزل باستثناء 90 bhp واحد د.

#### ميني كوبيه (2012 إلى 2015)

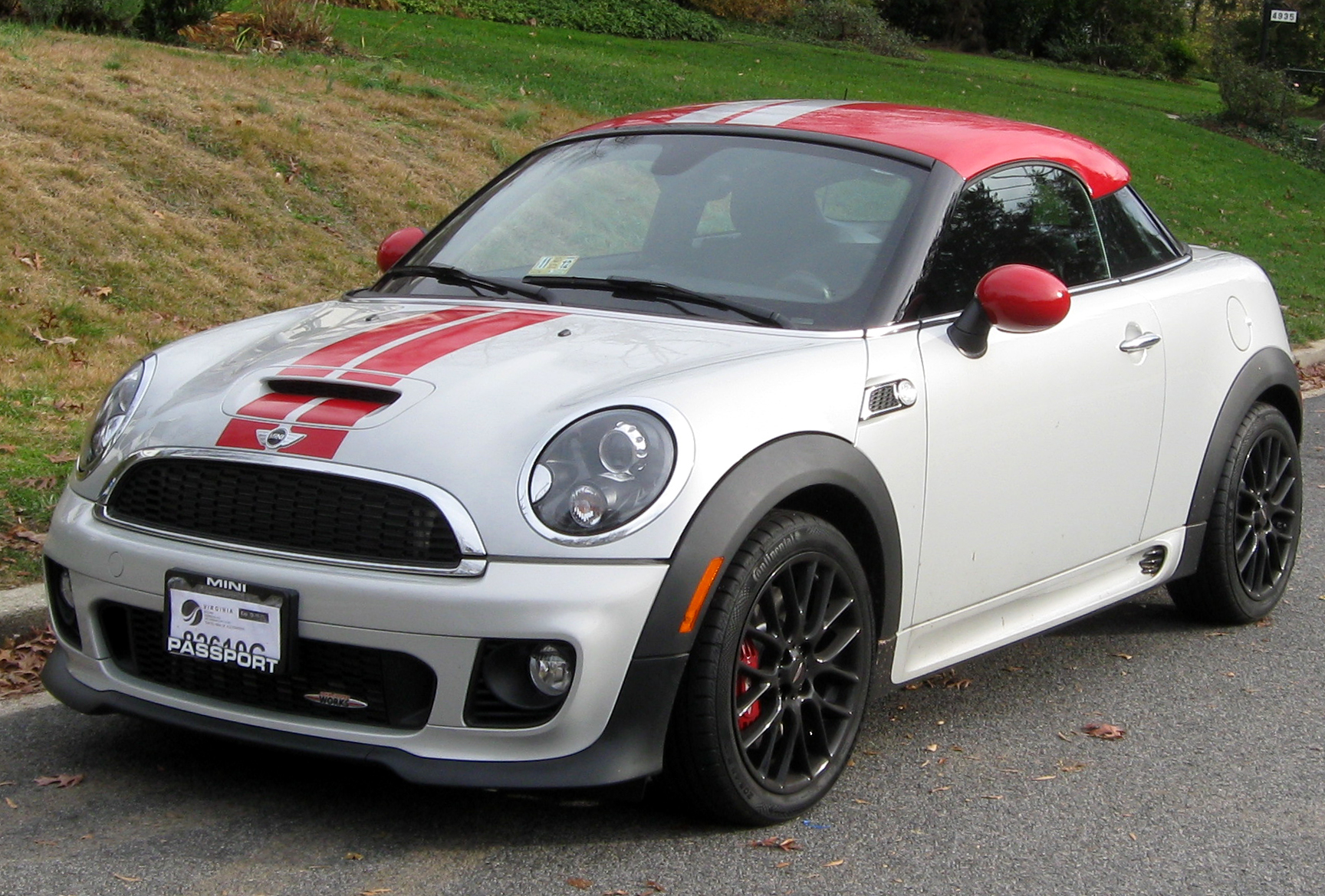
ميني جون كوبر وركس كوبيه

كشفت ميني عن الكوبيه في يونيو 2011. إنها أول سيارة ميني ذات مقعدين والأولى بتصميم ثلاثي الصناديق ؛ مقصورة المحرك ومقصورة الركاب ومقصورات الأمتعة كلها منفصلة. وستكون أيضًا أسرع ميني إنتاج على الإطلاق: في تصميم جون كوبر وركس، تصل من 0 إلى 62 ميل في الساعة (0 إلى 100 كم/س) في 6.4 ثانية وتصل إلى سرعة قصوى تبلغ 149 ميل في الساعة (240 كم/س) حيث يتم تشغيله بواسطة شاحن توربيني 208 حصان (155 كـو) 1598 أربع أسطوانات سم مكعب.

#### ميني رودستر (2012 إلى 2015)
تم عرض ميني رودستر لأول مرة في معرض فرانكفورت للسيارات في سبتمبر 2009  وهي النسخة القابلة للتحويل من ميني كوبيه. تتوفر رودستر في ثلاثة مستويات: كوبر وكوبر إس وجون كوبر وركس.

#### ميني بيسمان (2013 إلى 2016)

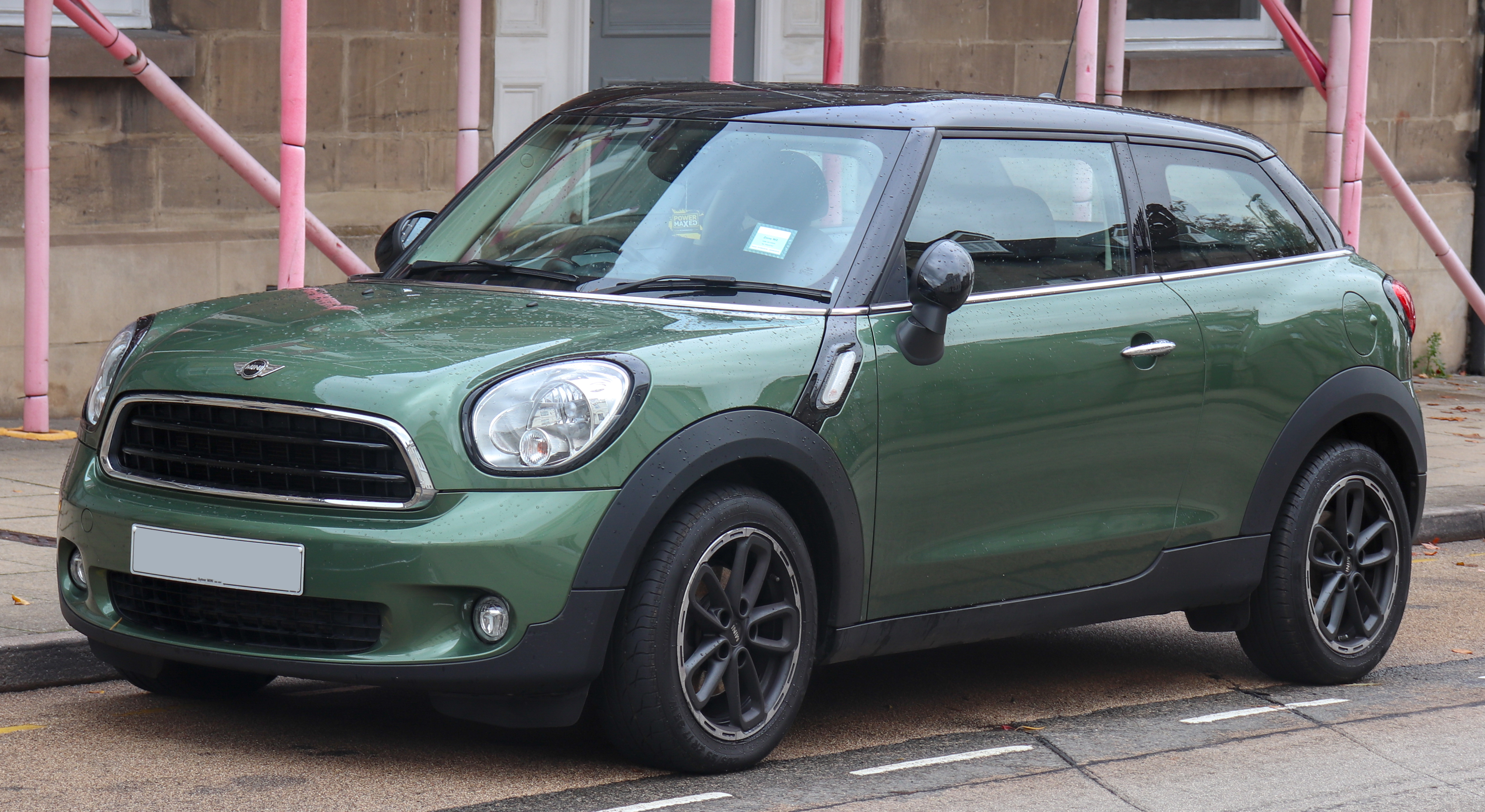
ميني بيسمان كوبر

ميني بيسمان ثلاثة ابواب نسخة كروس أوفر من كونتري مان لأول مرة باعتبارها مفهوم السيارة في عام 2011 معرض ديترويت للسيارات. في 5 يوليو 2012، أعلن نائب الرئيس الأول لإدارة العلامات التجارية المصغرة، الدكتور كاي سيجلر، أن «ميني بيسمان هو الاسم الرسمي للنموذج السابع للعلامة التجارية، والذي سيتم إطلاقه العام المقبل (2013) في الولايات المتحدة»  تم إطلاق الإصدار الإنتاجي في معرض باريس للسيارات 2012، حيث بدأت المبيعات في معظم الأسواق الدولية بحلول الربع الثاني من عام 2013.

#### ميني هاتش / هاردتوب (2014 إلى الوقت الحاضر)

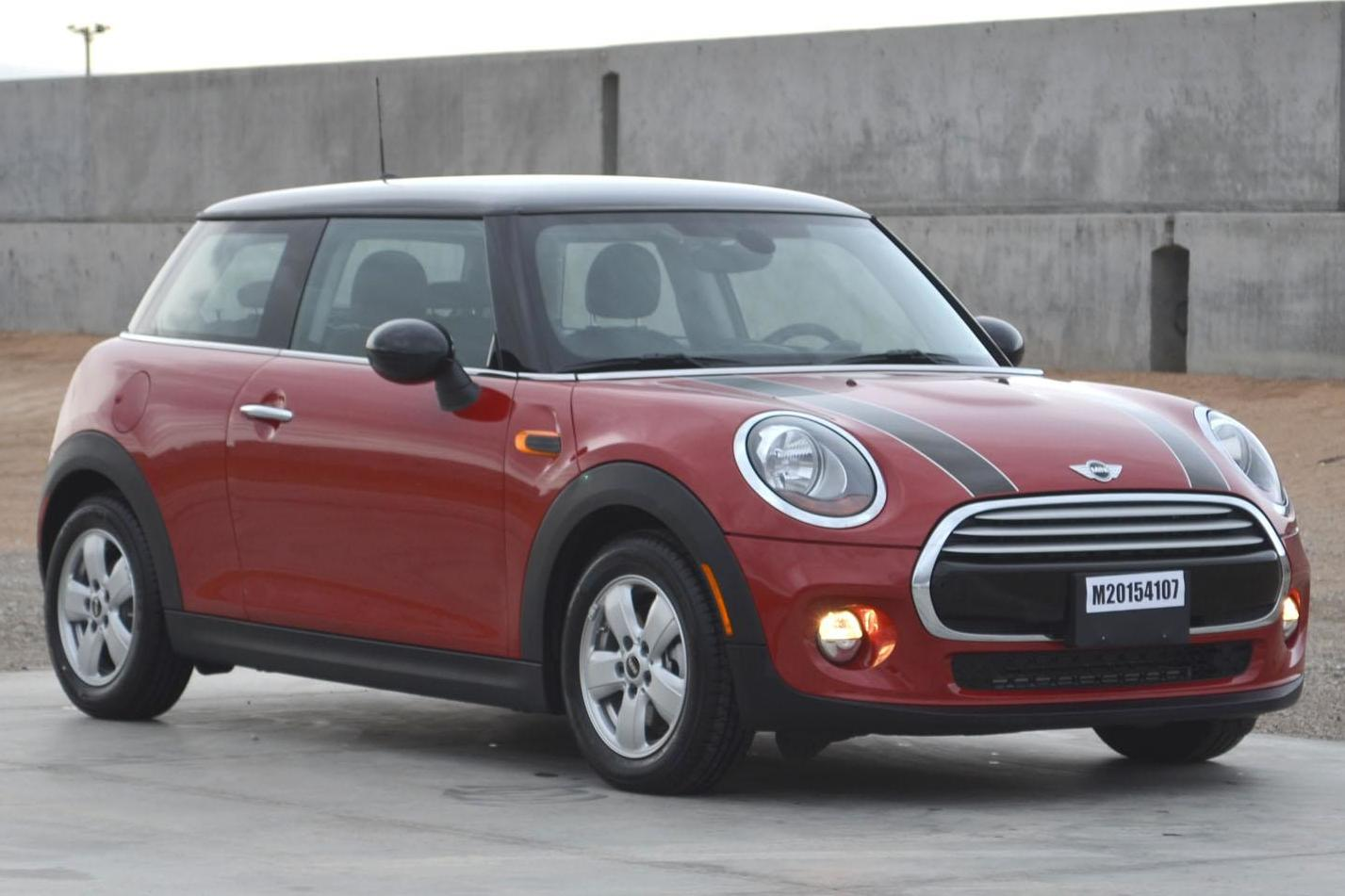
الجيل الثالث ميني هاتشباك

كشفت بي إم دبليو عن الجيل الثالث من سيارات ميني في نوفمبر 2013، وبدأت المبيعات في النصف الأول من عام 2014. السيارة الجديدة 98 أطول مم، 44 عرض مم و 7 مم أطول من الطراز السابق مع 28 قاعدة عجلات أطول مم وزيادة في عرض الجنزير (+42 مم الأمامي و +34 مم الخلفي). تؤدي الزيادة في الحجم إلى زيادة حجم المقصورة وزيادة حجم صندوق الأمتعة إلى 211 لترًا.

## معلومات تقنية

### ملخص المحرك
| نموذج                                               | عام                           | نوع                                                            | القوة - العزم |
| محركات البنزين                                      | محركات البنزين                | محركات البنزين                                                 | محركات البنزين |
| --------------------------------------------------- | ----------------------------- | -------------------------------------------------------------- | --- |
| فرست                                                | 2009–2010                     | 1,397 سم3 (1.397 ل؛ 85.3 بوصة3) I4                             | 75 PS (55 كـو؛ 74 حصان) @ 4,500, 120 ن·م (89 رطل·قدم) @ 2,500                                                                                        |
| وان                                                 | 2007–2010                     | 1,397 سم3 (1.397 ل؛ 85.3 بوصة3) I4                             | 95 PS (70 كـو؛ 94 حصان) @ 6,000, 140 ن·م (100 رطل·قدم) @ 4,000                                                                                       |
| فرست                                                | 2010—                         | 1,598 سم3 (1.598 ل؛ 97.5 بوصة3) I4                             | 75 PS (55 كـو؛ 74 حصان) @ 6,000, 140 ن·م (100 رطل·قدم) @ 2,250                                                                                       |
| وان                                                 | 2010—                         | 1,598 سم3 (1.598 ل؛ 97.5 بوصة3) I4                             | 98 PS (72 كـو؛ 97 حصان) @ 6,000, 153 ن·م (113 رطل·قدم) @ 3,000                                                                                       |
| كوبر هاردتوب كوبر كلوبمان كوبر المكشوفة             | 2007–2010 2008–2010 2009–2010 | 1,598 سم3 (1.598 ل؛ 97.5 بوصة3) I4                             | 120 PS (88 كـو؛ 120 حصان) @ 6,000, 160 ن·م (120 رطل·قدم) @ 4,250                                                                                     |
| كوبر (جميع أنماط الجسم)                             | 2010—                         | 1,598 سم3 (1.598 ل؛ 97.5 بوصة3) I4                             | 122 PS (90 كـو؛ 120 حصان) @ 6,000, 160 ن·م (120 رطل·قدم) @ 4,250                                                                                     |
| كوبر إس هاردتوب كوبر إس كلوبمان كوبر إس المكشوفة    | 2007— 2008— 2009—             | 1,598 سم3 (1.598 ل؛ 97.5 بوصة3) تربو 4                         | 175 PS (129 كـو؛ 173 حصان) @ 5,500, 240 ن·م (180 رطل·قدم) @ 1,600–5,000 Oveآرbooإسt: 260 ن·م (190 رطل·قدم) @ 1,700–4,500                             |
| كوبر اس (جميع أنماط الجسم)                          | 2010—                         | 1,598 سم3 (1.598 ل؛ 97.5 بوصة3) تربو 4                         | 184 PS (135 كـو؛ 181 حصان) @ 5,500, 240 ن·م (180 رطل·قدم) @ 1,600–5,000 Oveآرbooإسt: 260 ن·م (190 رطل·قدم) @ 1,700–4,500                             |
| تحدي جون كوبر وركس جون كوبر وركس (جميع أنماط الجسم) | 2008— 2009—                   | 1,598 سم3 (1.598 ل؛ 97.5 بوصة3) تربو 4                         | 211 PS (155 كـو؛ 208 حصان) @ 6,000, 261 ن·م (193 رطل·قدم) @ 1,850–5,600 Oveآرbooإسt: 279 ن·م (206 رطل·قدم) @ 2,000                                   |
| محركات الديزل                                       |                               |                                                                | |
| وان دي                                              | 2007–2009                     | 1,364 سم3 (1.364 ل؛ 83.2 بوصة3) تربو 4                         | 88 PS (65 كـو؛ 87 حصان) @ 4,000, 190 ن·م (140 رطل·قدم) @ 1,750                                                                                       |
| وان دي                                              | 2009–2010                     | 1,560 سم3 (1.56 ل؛ 95 بوصة3) تربو 4                            | 90 PS (66 كـو؛ 89 حصان) @ 4,000,88 hp |
| كوبر دي                                             | 2008–2010                     | 1,560 سم3 (1.56 ل؛ 95 بوصة3) تربو 4                            | 110 PS (81 كـو؛ 110 حصان) @ 4,000, 240 ن·م (180 رطل·قدم) @ 1,750–2,000 Oveآرbooإسt: 260 ن·م (190 رطل·قدم)                                            |
| وان دي                                              | 2010—                         | 1,598 سم3 (1.598 ل؛ 97.5 بوصة3) تربو 4                         | 90 PS (66 كـو؛ 89 حصان) @ 4,000, 215 ن·م (159 رطل·قدم) @ 1,750–2,500                                                                                 |
| كوبر دي                                             | 2010—                         | 1,598 سم3 (1.598 ل؛ 97.5 بوصة3) تربو 4                         | 112 PS (82 كـو؛ 110 حصان) @ 4,000, 270 ن·م (200 رطل·قدم) @ 1,750–2,250                                                                               |
| كوبر اس دي                                          | 2011—                         | 1,995 سم3 (1.995 ل؛ 121.7 بوصة3) تربو 4                        | 143 PS (105 كـو؛ 141 حصان) @ 4,000, 305 ن·م (225 رطل·قدم) @ 1,750–2,700                                                                              |
| محركات كهربائية                                     |                               |                                                                | |
| إي                                                  | 2009—                         | محرك AC Propulsion 13000 rpm ، مصدر طاقة 100 أمبير @ 13.5 فولت | 204 حصان (150 كـو؛ 201 حصان) @ 6,000–12,000، 225 ن · م (166 رطل · قدم) @ 0–5,000 التجديد: 115 ن · م (85 رطل · قدم) مستمر: 68 حصان (50 كـو ؛ 67 حصان) |

### التعيينات الداخلية
تم تعيين الطراز المصغر الأصلي إيه دي أو 15،  النموذج الخامس عشر الذي طوره مكتب الرسم في أوستن. إيه دي أو 20 هو الاسم الرمزي لـ ميني مارك III. تمت الإشارة إلى كوبر 1961 برمز AديO 50.
حتى عام 2013، تم تخصيص أرقام طرازات آر-إيرس إس لجميع طرازات روفر وبي إم دبليو من عصر بي إم دبليو، وهو إرث من تطوير ميني الأصلي داخل مجموعة روفر. سيكون للنماذج المستقبلية رقم طراز سلسلة إف. التعيينات التالية معروفة:
- آر50 : «ام كيه I» ميني هاتش (2001-2006) & كوبر (2001-2006)
- آر52 : ميني مكشوفة «إم كيه آي» (2004-2008)
- آر53 : «ام كيه I» ميني كوبر إس (2001-2006)
- آر55 : ميني كلوبمان «إم كيه 2» (2007-2014)
- آر56 : مجموعة ميني هاتش / هاردتوب «ام كيه II» (2006-2013)
- آر57 : «ام كيه II» ميني كونفيرتابل (2009–)
- آر58 : كوبيه (2012-2015) [63]
- آر59 : رودستر (2012-2015) [63]
- آر60 : كونتري مان (2010 - 2016)
- آر61 : بيسمان (2013-2016) [64]
- إف54 : ميني كلوبمان (2015–)
- إف56 : ميني هاتش / هاردتوب (2014–) [65]
- إف55 : فتحة ذات 5 أبواب (2015–)
- إف60 : كونتري مان (2017–)

### ملخص نوع الجسم في المملكة المتحدة
| رموز الهيكل        | آر55    | آر56    | آر57         | آر60       | آر61   |
| ------------------ | ------- | ------- | ------------ | ---------- | ------ |
| أنماط الجسم        | كلوبمان | هاردتوب | قابل للتحويل | كونتري مان | بيسمان |
| مستوى القطع        | سنوات   | سنوات   | سنوات        | سنوات      | سنوات  |
| أول                | -       | 2009 -  | -            | -          | -      |
| واحد               | -       | 2007—   | -            | -          | -      |
| كوبر               | 2008—   | 2007—   | 2009 -       | 2011—      | 2013–  |
| كوبر إس            | 2008—   | 2007—   | 2009 -       | 2011—      | 2013–  |
| جون كوبر وركس      | 2009 -  | 2009 -  | 2009 -       | 2013-      | 2013–  |
| تحدي جون كوبر وركس | -       | 2008—   | -            | -          | -      |
| كوبر د             | 2008—   | 2008—   | 2010—        | 2013-      | -      |
| إتش                | -       | 2009    | -            | -          | -      |

## التطوير والإنتاج

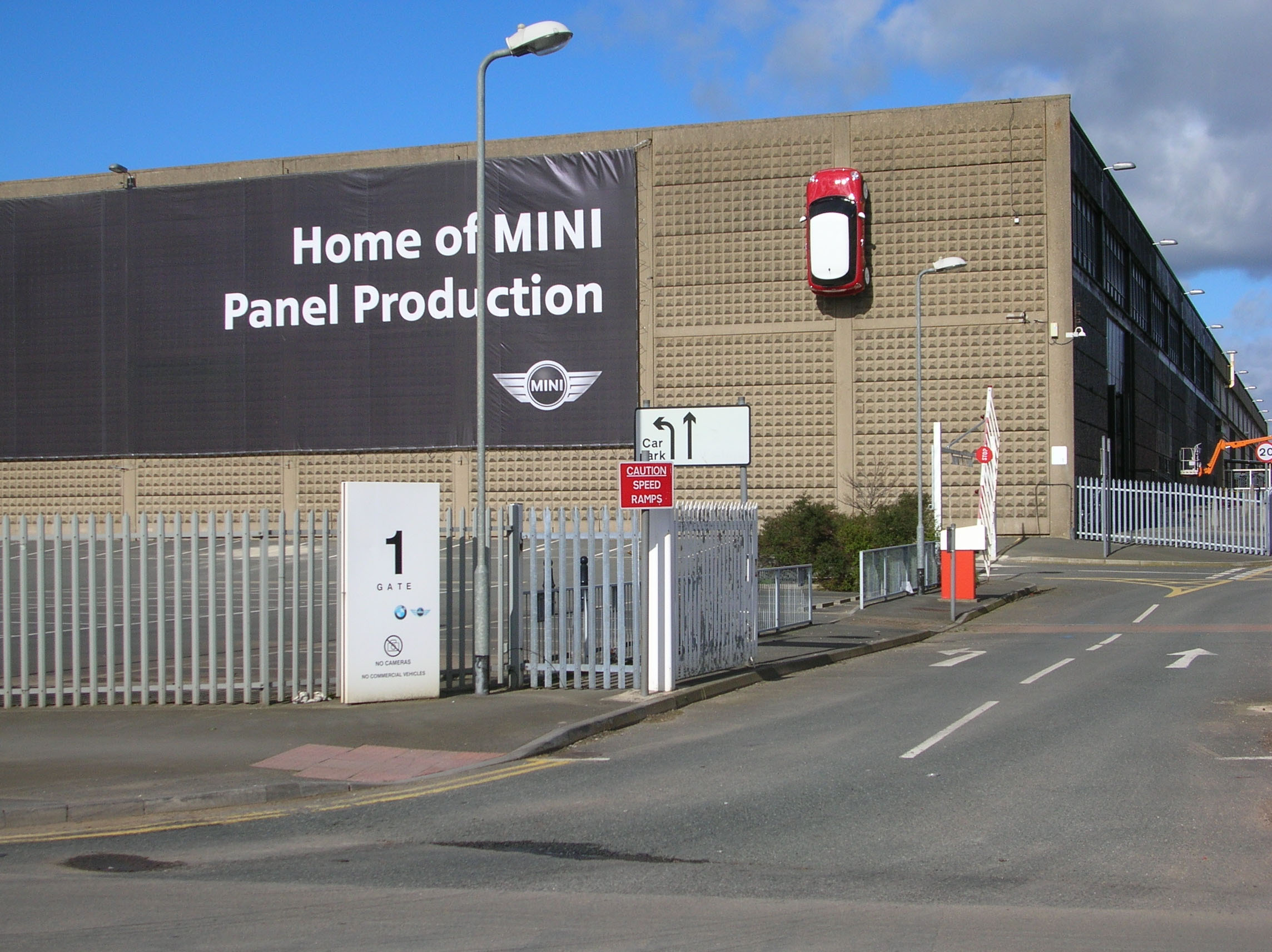
مصنع سويندون، موقع الإنتاج الرئيسي لمكابس الجسم الصغيرة والتجمعات الفرعية

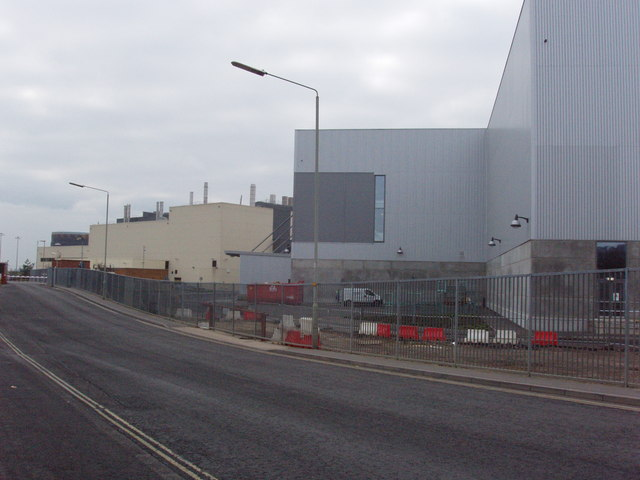
مصنع أكسفورد في كاولي، إنجلترا، مصنع التجميع الرئيسي لمجموعة ميني.

قبل ملكية بي إم دبليو، كان المصغر التقليدي موجودًا في مصنع لونجبريدج الموجود بجوار مقر روفر حتى بيع الشركة من قبل بي إم دبليو في مارس 2000.
في بيع روفر بواسطة بي إم دبليو إلى فينيكس فينتشر القابضة، تم تضمين مصنع لونجبريدج في عقد البيع.
بمرور الوقت، تم ترشيد الإنتاج إلى لونجبريدج فقط ولذا كان هذا هو المكان الذي تم فيه تصنيع آخر السيارات، مما جعل لونجبريدج «المنزل الطبيعي» لـ ميني الجديدة قبل تقسيم بي إم دبليو للشركة. ومع ذلك، نتيجة لتغيير الملكية، أعادت بي إم دبليو تطوير مصنع كاولي بالكامل، وهدمت جزءًا كبيرًا من المصنع، لإنشاء مصنع جديد وأعيدت تسمية هذا المصنع باسم «مصنع أكسفورد»، في موقع كان يُعرف تاريخياً باسم شركة الصلب المضغوط كاولي بودي بلانت وبجوار ما كان تاريخيًا مصنع موريس.
منذ عام 2006، تنتج بلانت هامس محركات البنزين المصغرة الجديدة، وتتولى مصنع أكسفورد مسؤولية إنتاج هيكل الهيكل والطلاء والتجميع، وتنتج بلانت سويندون ضغطات الجسم والتجميعات الفرعية، مما يؤدي إلى إنشاء «مثلث الإنتاج الصغير». تدعي ميني أن 60٪ من مكونات ميني ام كيه II تأتي من موردين مقيمين في المملكة المتحدة مقارنة بـ 40٪ لطراز 2001. كونتري مان هي أول سيارة ميني حديثة يتم تجميعها خارج المملكة المتحدة، وفازت بها ماجنا شتاير في النمسا.
في مصنع أكسفورد، ينتج 4000 موظف، يشار إليهم باسم «شركاء»، ما يصل إلى 800 سيارة يوميًا (حوالي 240.000 سنويًا). تحتوي ورشة الهياكل في كاولي على 429 روبوتًا، يتم تجميع 425 لوحًا للجسم ؛ يتم بعد ذلك نقل الهياكل إلى متجر الطلاء المجاور حيث تطبق روبوتات الطلاء خيارات الألوان الخارجية الأربعة عشر وألوان السقف المتباينة الاختيارية. يتم إجراء التجميع النهائي في كاولي، والذي يتضمن تركيب 2400 مكون لإنتاج المتغيرات العديدة التي يمكن طلبها.
يتم إنتاج جميع محركات البنزين ذات الأربع أسطوانات من برنس لسيارات ميني وبي إم دبليو في مصنع هامز هول  بالقرب من برمنغهام، المملكة المتحدة، والذي يعمل به حوالي 800 موظف. يتم تصنيع محركات الديزل بواسطة مصنع شتاير التابع لشركة بي إم دبليو في النمسا، بعد أن تم تصنيعها مسبقًا في فرنسا وإنجلترا بواسطة بي إس إيه.
يتم توفير التجميعات الفرعية والضغطات الصغيرة مثل الأبواب من قبل المصنع في سويندون، حيث يعمل 1000 ويتم إنتاج 280 قطعة مضغوطة باستخدام 135 روبوت لحام. كان مصنع سويندون في الأصل سويندون بريسنجز بمدينة سويندون الأمريكية، وقد تم تأسيسه في عام 1955 من قبل شركة الصلب المضغوط وأصبح فرعًا مملوكًا بالكامل لمجموعة بي إم دبليو في مايو 2000.
تم تطوير ميني إس بشكل أساسي في المملكة المتحدة بواسطة قسم التطوير في بي إم دبليو.
في عام 2013، تم توسيع تجميع كانتريمان إلى ثلاثة مواقع دولية: بدءًا من أبريل 2013 في مصنع بي إم دبليو بالقرب من تشيناي، الهند، وتحديداً للسوق الهندي  اعتبارًا من يونيو 2013 في مصنع تجميع بي إم دبليو جروب ماليزيا في كوليم، كيدا،  وفي مصنع بي إم دبليو مانيوفاكترينج تايلاند في مدينة رايونج اعتبارًا من أغسطس 2013. منذ عام 2014، تم تجميع السيارات أيضًا بموجب عقد مع شركة نيدكار في إل دي بالقرب من ماستريخت في ليمبورغ.

## مبيعات
تم بيع ما مجموعه حوالي 5.3 مليون سيارة مينيس الأصلية ذات البابين، مما يجعلها أكثر السيارات البريطانية شهرة على الإطلاق. لا يزال الآلاف من هؤلاء على الطريق، مع وجود إصدارات ما قبل الثمانينيات المتبقية راسخة كأغراض لهواة الجمع.
تراوحت عمليات تسليم البضائع الصغيرة من 188,077 في عام 2006 إلى 232,425 في عام 2008. في عام 2009، تم تسليم 216.538 سيارة،  مع 69.3٪ منها ميني هاتش / هاردتوب، 13.1٪ طرز قابلة للتحويل و 17.6٪ طراز كلوبمان. أكثر من 53٪ كانت نسخة كوبر، مع 26.2٪ كوبر إس، ونسخة أساسية 20.2٪.
في عام 2009، كانت ميني سابع أفضل سيارة مبيعًا في بريطانيا - وهي المرة الأولى التي ظهرت فيها سيارة ميني من حقبة بي إم دبليو ضمن أفضل 10 سيارات مبيعًا في البلاد. كما كانت سابع أفضل سيارة مبيعًا في بريطانيا في يونيو 2010.
ارتفعت مبيعات سيارات الميني في جميع أنحاء العالم بنسبة 22٪ في عام 2011 مقارنة بعام 2010، مع تسليم 285000 سيارة في جميع أنحاء العالم في الولايات المتحدة، أكبر سوق للعلامة التجارية، تم بيع 57000 قطعة في عام 2011، بزيادة قدرها 26٪ عن عام 2010. شهد السوقان الأكبر التاليان، المملكة المتحدة وألمانيا، زيادة في المبيعات بنسبة 13٪ و 28٪ خلال عام 2010، على التوالي.
تم بيع إجمالي 301,526 سيارة صغيرة حول العالم في عام 2012. كان أكبر سوق وطني هو الولايات المتحدة، حيث تم بيع 66123 وحدة، تليها المملكة المتحدة بـ50367 وحدة. باعت ميني كانتريمان ما مجموعه 102,250 وحدة في العام.

## تسويق

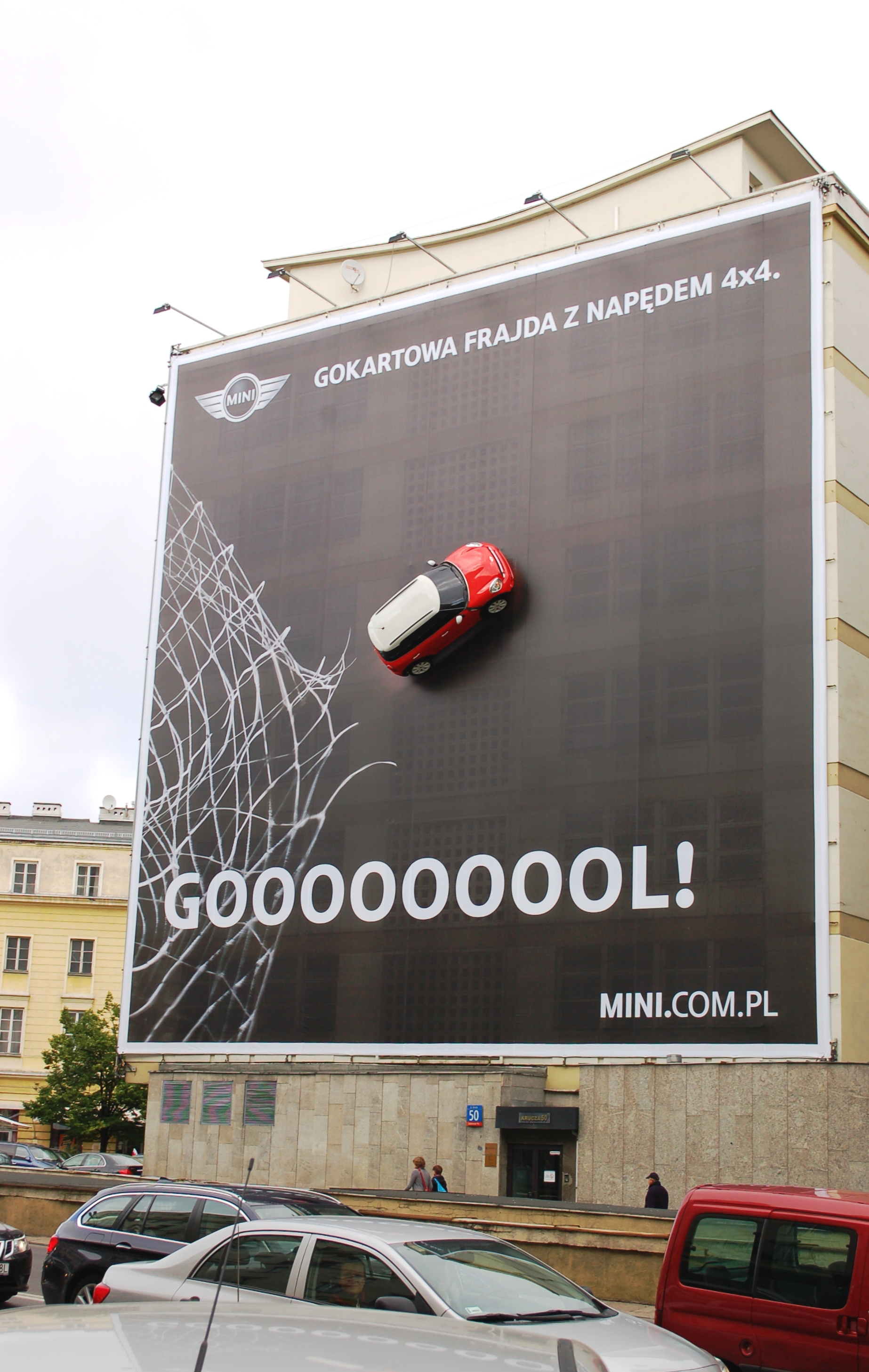
اكتناز إعلاني صغير في وارسو، بولندا

أنتجت بوتلرو شين وستيرن وشركاه، وكالة إعلانات ميني، سلسلة فيديو في عام 2007 بعنوان هامر آند كوب، من إخراج تود فيليبس كجزء من حملة إعلانية لـ ميني.
أنتجت كريسبين بورتر بلس بوغوسكي، وكالة إعلانات ميني، فيلمًا بعنوان كونترفيت ميني كوبرز كجزء من الحملة الإعلانية.
للإعلان عن مقدمة ميني كلوبمان لعام 2008 للسوق الصينية، عرضت شركة بكين ميني عربة صغيرة تستخدم النصف الخلفي من ميني كلوبمان.
في نيوزيلندا، قامت ميني برعاية مسلسل الدراما الأمريكي ماد مين، والذي تم بثه على تلفزيون برايم بنيوزيلندا. تم إنشاء نقاط خاصة ؛ للموسم الأول، اتخذت شكل إعلان تلفزيوني ساخر متحيز جنسيًا على غرار الستينيات. للموسم الثاني، كانت البقعة عبارة عن نقش للاعتمادات الافتتاحية لفرقة ماد مين، مع صورة ظلية تتدلى من مبنى مكاتب، وتهبط في مقعد السائق في سيارة صغيرة.

## الجدل
يُذكر أن بي إم دبليو قد أمرت من قبل المنظمين الأمريكيين لتقليل تصنيفات الاقتصاد في استهلاك الوقود على أربع سيارات ميني كوبر 2014 لأن نتائج اختبار وكالة حماية البيئة لم تتطابق مع طلبات صانع السيارات.

## أفلام
في عام 1969، ظهر المصغر البريطاني الأصلي في فيلم سرقة الذهب الملقب بالمهمة الإيطالية بطولة مايكل كين ونويل كوارد. في عام 2003، ظهرت سيارة ميني كوبر الجديدة في نسخة جديدة بفيلم المهمة الإيطالية. بثلاثة ألوان خلابة لموديل ميني كوبر هاتش آر 53، وهم : الأحمر الفلفلي، والأزرق النيوني، والأبيض الترابي.

## نماذج مظاهرة

### ميني إي (2009 إلى 2010)

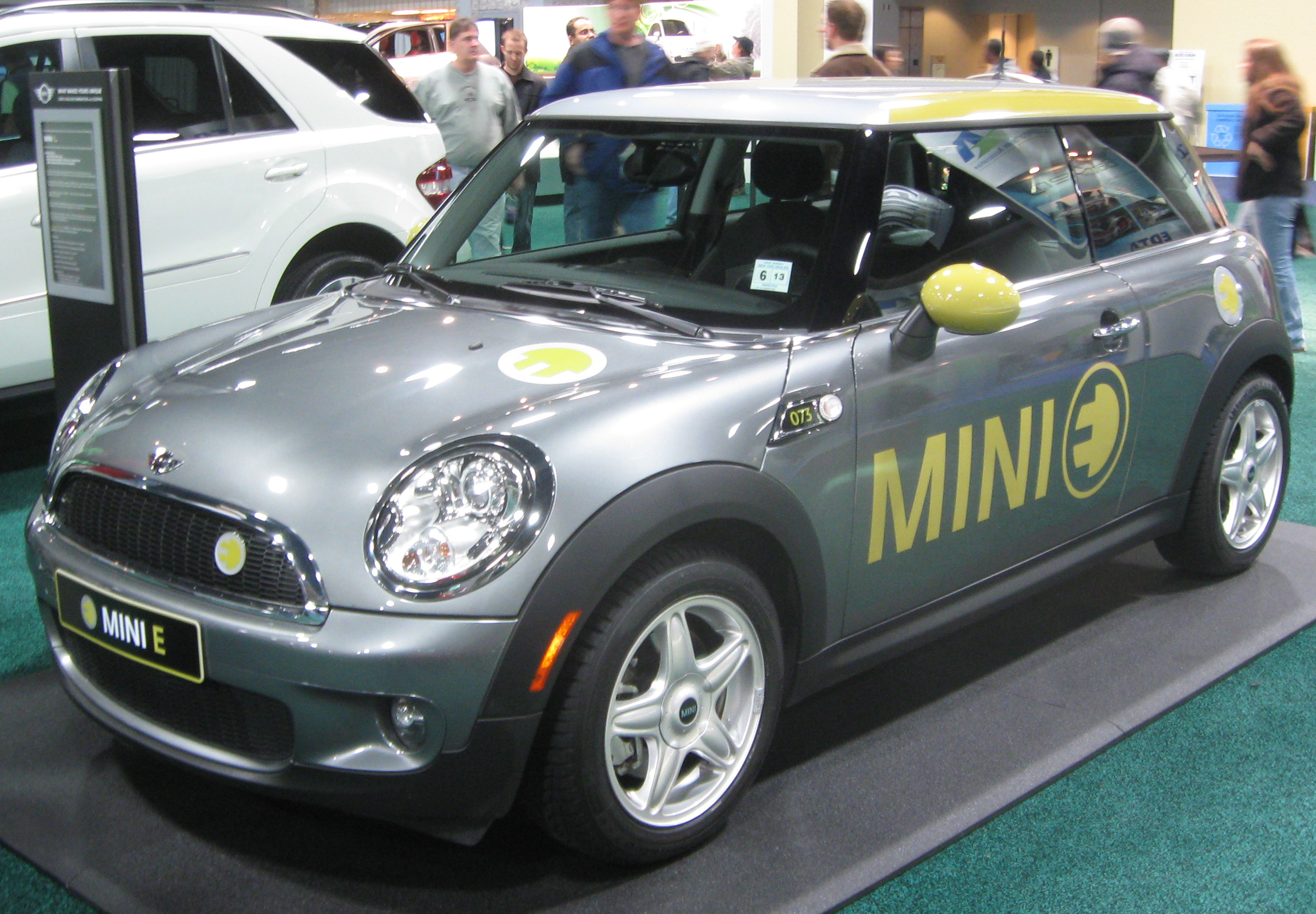
سيارة كهربائية ميني E

ميني إي هي نسخة من سيارة ميني تعمل بالدفع الأمامي وتم الكشف عنها في عام 2008 في معرض لوس أنجلوس للسيارات،  مع محرك كهربائي مصنف 204 حصان متري (150 كـو؛ 201 حصان) و 220 نيوتن لكل متر (160 رطل·قدم)، 380 الخامس 35 كيلوواط-ساعة (130 مججول) بطارية ليثيوم أيون بمسافة 240 كيلومتر (150 ميل) . تبلغ سرعته القصوى 152 كيلومتر في الساعة (94 ميل/س) . يتم تصنيع الطائرات الشراعية للمركبة في مصنع ميني في أكسفورد، بينما يتم تصنيع البطاريات والمحرك الكهربائي وإلكترونيات الطاقة في ميونيخ. يتم شحن المكونات بعد ذلك إلى مجمع تصنيع مجهز خصيصًا، يقع في مباني مصنع بي إم دبليو حيث يمكن دمج المحرك الكهربائي ووحدات البطارية وإلكترونيات الأداء وناقل الحركة.
ميني إي هي جزء من سيارة توضيحية من «بروجيكت آي» من بي إم دبليو، والتي ستتبعها في منتصف عام 2011 تجربة مماثلة مع بي إم دبليو أكتيف إي (السيارة الكهربائية بالكامل)، والتي سيتم بناؤها بناءً على الدروس المستفادة من ميني الاختبار الميداني. المرحلة الأخيرة من «بروجيكت آي» هي تطوير السيارة الكهربائية الحضرية سيارة ميجا سيتي (MCV)، وهي علامة تجارية جديدة سيتم بيعها بشكل منفصل عن بي إم دبليو أو ميني، ومن المتوقع أن تدخل حيز الإنتاج الضخم بين عامي 2013 و 2015. بدأ الاختبار الميداني في يونيو 2009 وتم توفير 450 ميني إي من خلال التأجير لمستخدمين من القطاع الخاص في لوس أنجلوس ومنطقة نيويورك / نيو جيرسي. في مايو 2010، أعلنت بي إم دبليو أنه يمكن تجديد التأجير لمدة عام آخر بسعر إيجار أقل. تم إطلاق اختبار ميداني آخر في المملكة المتحدة في ديسمبر 2009، حيث تم تسليم أكثر من 40 سيارة ميني إي إلى مستخدمين من القطاع الخاص لفترتين متتاليتين من التجارب الميدانية لمدة ستة أشهر. تجري اختبارات ميدانية إضافية في ألمانيا وفرنسا. سمح هذا البرنامج التجريبي لمجموعة بي إم دبليو بأن تصبح أول شركة كبرى لتصنيع السيارات في العالم تنشر أسطولًا من أكثر من 500 سيارة كهربائية بالكامل للاستخدام الخاص.

## مفهوم السيارات

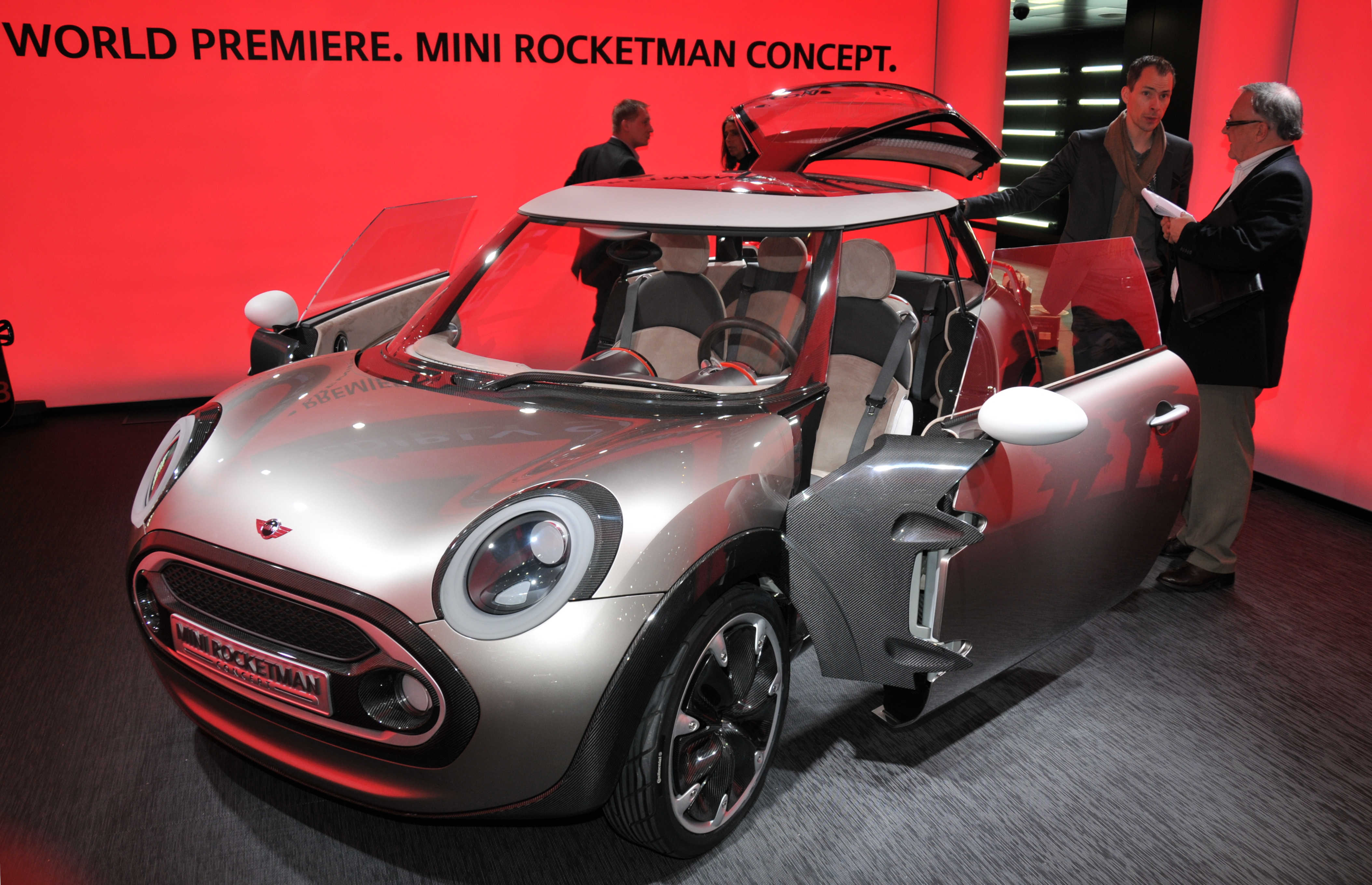
ميني روكيت مان معروض في معرض جنيف للسيارات 2011

تم إنتاج العديد من السيارات النموذجية المصغرة لعرض الأفكار المستقبلية والنماذج القادمة مثل إيه سي في 30 في عام 1997 وكروس أوفر في عام 2008 والتي أصبحت ميني كنتريمان في عام 2010.
تميزت إيه سي في 30 بالعديد من العناصر التي أثرت على ميني الجديدة لعام 2001 مثل أعمدة A السوداء، وتفاصيل قوس العجلة الكبيرة والسقف الأبيض يُنسب المفهوم إلى مصمم بي إم دبليو أدريان فان هويدونك  وفرانك ستيفنسون.

### إصدارات الوقود البديل
عرضت بي إم دبليو تقنية احتراق داخلي تعمل بالهيدروجين في بعض سياراتها النموذجية في عامي 2000 و 2001، وعرضت ميني سيارة مفهوم تعمل بالهيدروجين في عام 2001 في معرض فرانكفورت للسيارات. تختلف السيارة عن مفاهيم الهيدروجين ذات المحركات الكهربائية، مثل هوندا إف سي إكس من حيث أنها تستخدم محرك احتراق داخلي قائم على الأسطوانة.
يتم استخدام ميني كهربائي بالكامل في السفارة البريطانية بالمكسيك يستخدم حوالي 200 كيلوغرام (440 رطل) من بطاريات ليثيوم أيون.  صُنعت ثلاث سيارات ميني كهربائية أيضًا للاستخدام في بعض مشاهد مترو الأنفاق في فيلم المهمة الإيطالية عام 2003 لإرضاء مخاوف سلطات مترو الأنفاق بشأن التسمم المحتمل بأول أكسيد الكربون.
طورت فلايتلينك بي إم إل نموذجًا أوليًا لتحويل سلسلة هجينة، يسمى «ميني كيو إي دي»، لتحل محل مجموعة القيادة بـ 160 كبح حصاني (120 كـو) محرك كهربائي في كل عجلة ومولد بنزين فعال على متن الطائرة.

## رياضة السيارات

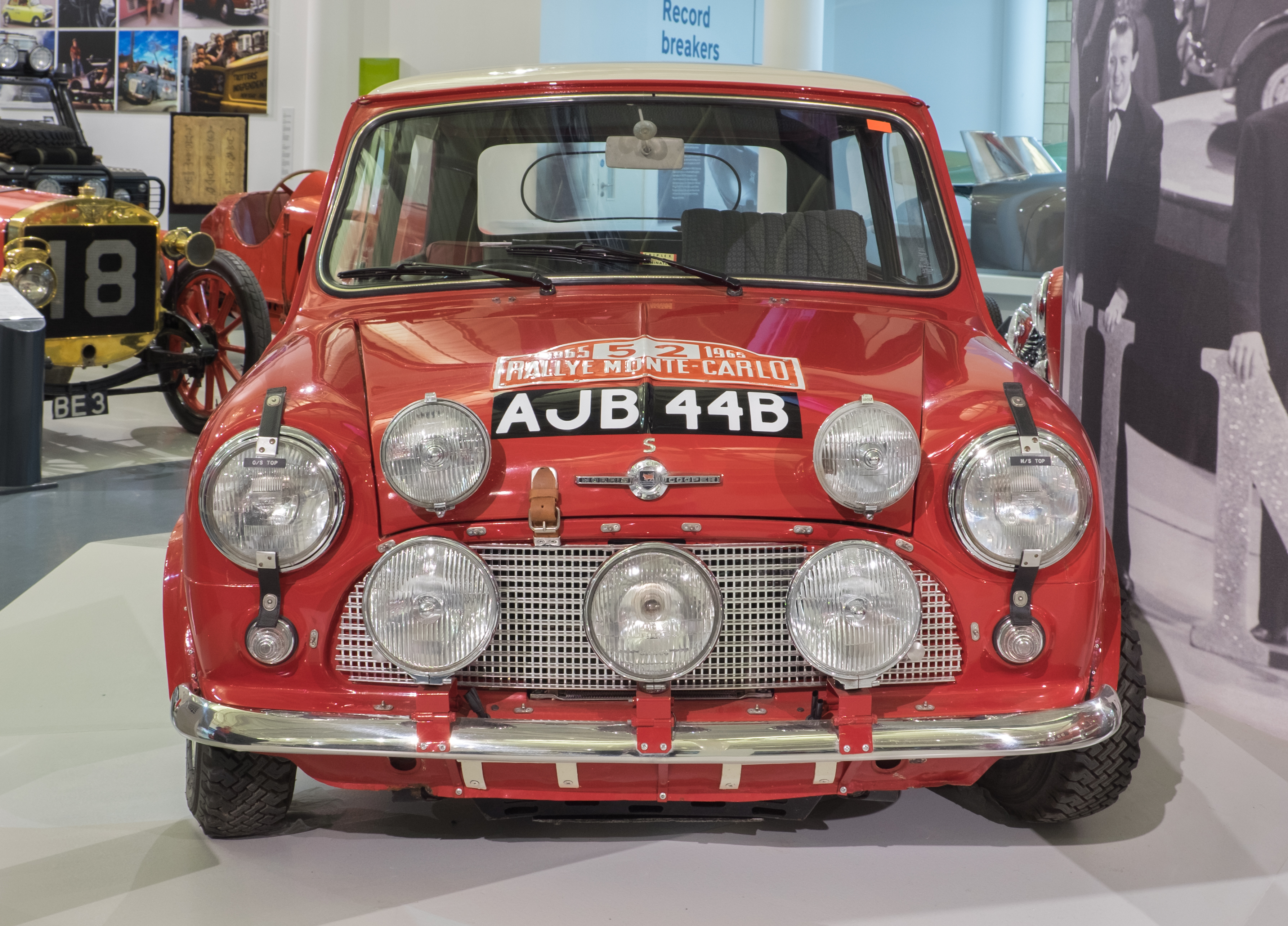
موريس ميني كوبر إس 1964، الفائزة بسباق مونتي كارلو رالي 1965

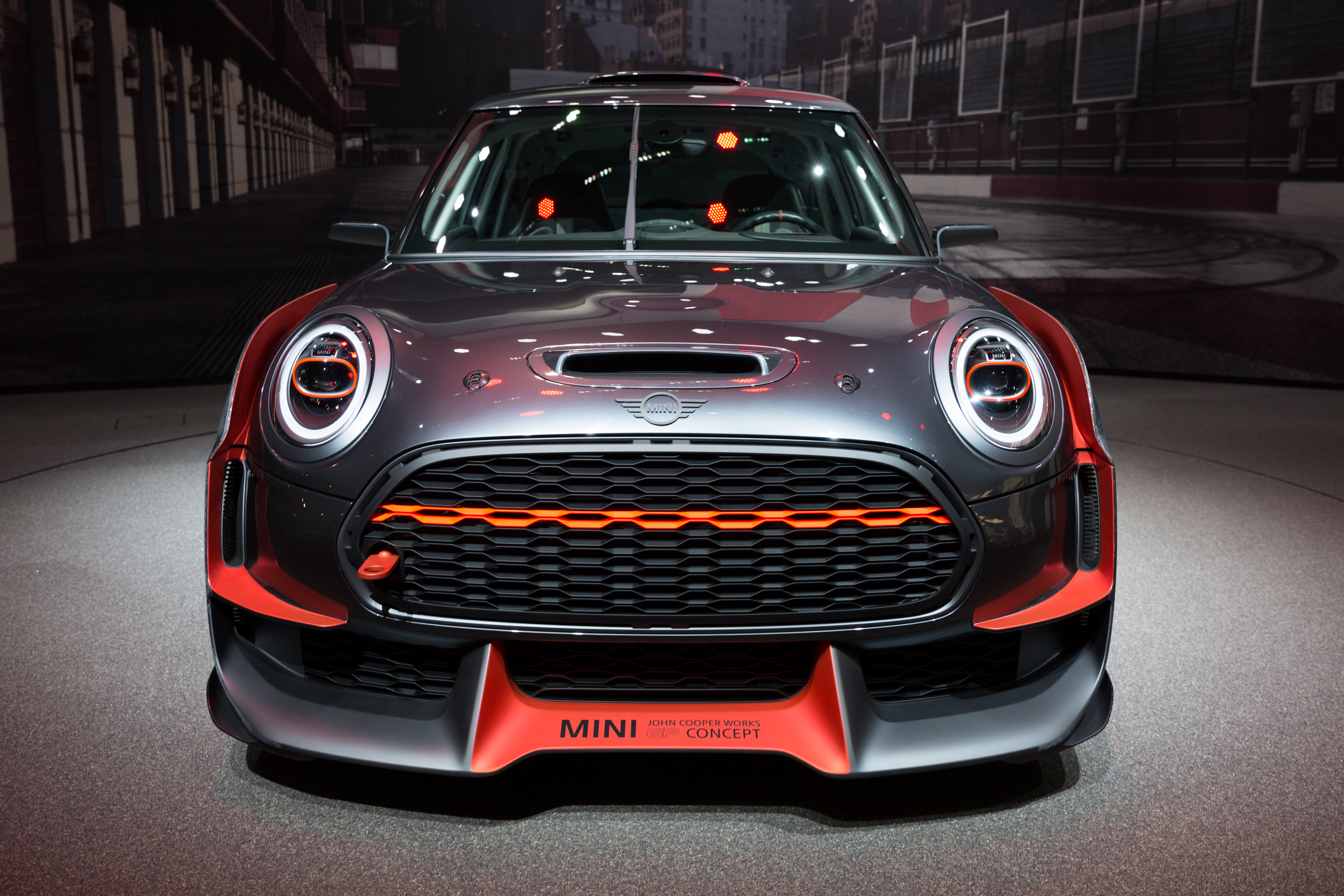
ميني جون كوبر وركس جي بي مفهوم

فازت ميني كوبر إس بسباق رالي مونت كارلو في أعوام 1964 و 1965 و 1967. تم وضع ميني إس في البداية في المرتبة الأولى والثانية والثالثة في مسيرة عام 1966 أيضًا، ولكن تم استبعادها بشكل مثير للجدل لاستخدام دائرة تعتيم للمصابيح الأمامية ذات مقاومة متغيرة بدلاً من مصباح ذو فتيل مزدوج.
تم إدخال مركبة آر 56 شالينج في تحدي ميني لعام 2008. يتم تشغيل فئة ميني شالينج موتور سبورت على مستوى العالم، حيث بدأت الفئات في ألمانيا وأستراليا وإنجلترا وإسبانيا ونيوزيلندا والمملكة العربية السعودية في عام 2010.
دخلت آر إس آر موتور سبورتس ثلاث سيارات ميني كوبرز في فئة موالف الشارع سلسلة كوني شالينج.

### ميني كونتريمان دبليو آر سي

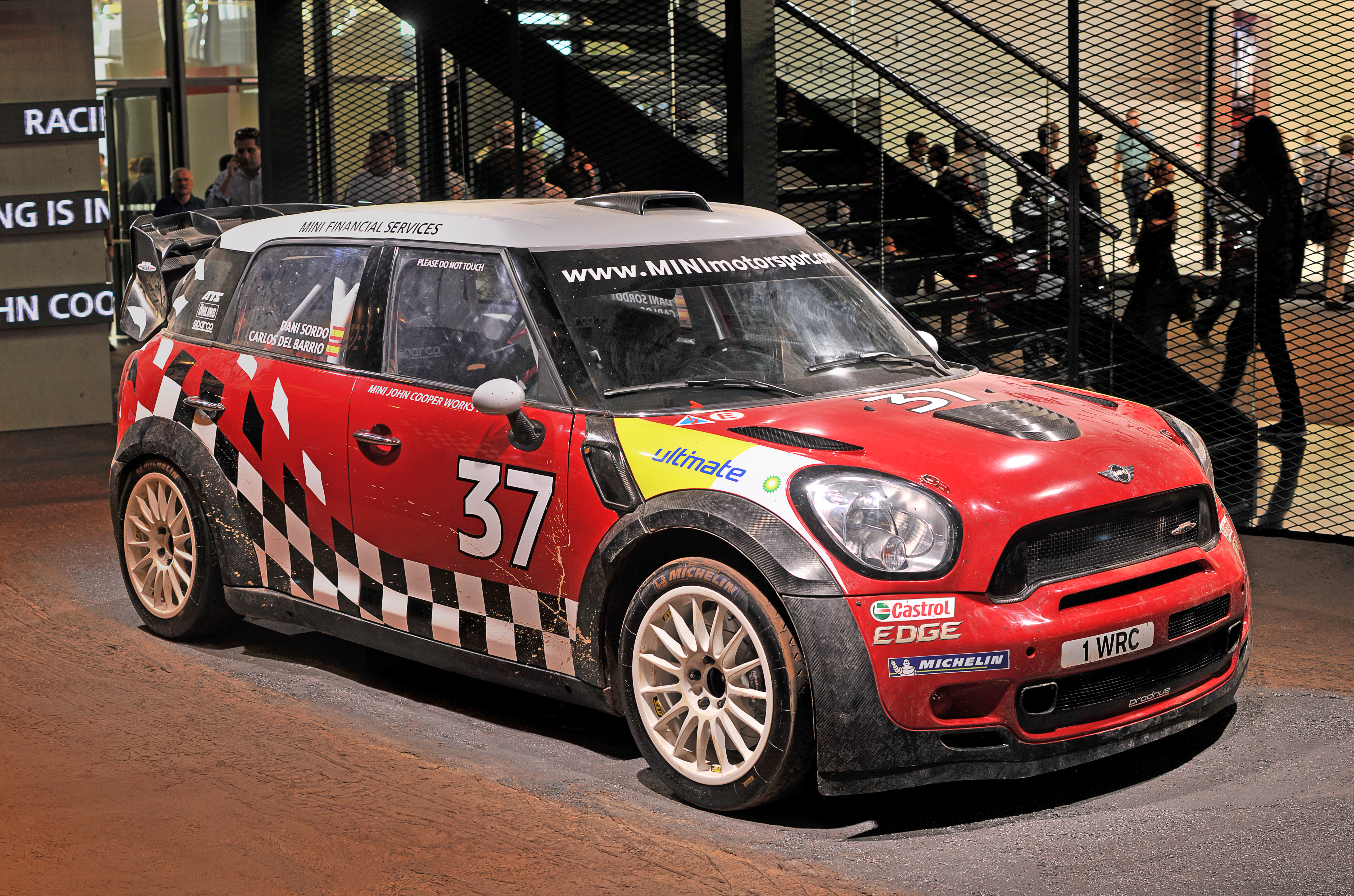
سيارة ميني كونتريمان WآرC

في 27 يوليو 2010، أعلن ميني عن خططه لدخول بطولة العالم للراليات. المواطن هو نموذج المانح المختار وقد تم اختيار برودريف لإعداد ميني كونتريمان دبليو آر سي. تنافس فريق المصنع في برنامج مخفض لموسم WآرC 2011، قبل قطع التمويل. سيظل برودريف ينتج جميع مواصفات سيارات كونتريمان دبليو آر سي، لكنه سيمول ذاتيًا برنامجًا مخفضًا لعام 2012.

## الجوائز والنقد

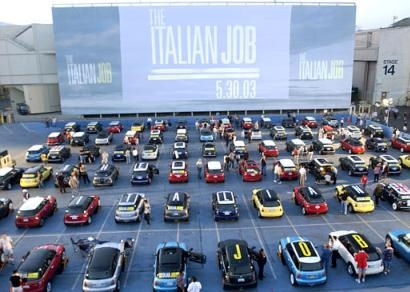
تمت دعوة مالكي سيارات ميني لإحضار سياراتهم إلى العرض العالمي الأول لفيلم The Italian Job

فازت السيارة الصغيرة الأصلية ذات البابين بالعديد من الجوائز، ولعل أبرزها: "سيارة القرن" (مجلة أوتوكار1995)، "السيارة الكلاسيكية الأولى في كل العصور" (مجلة كلاسيك آند سبورتس كار 1996) و "أوروبيان كار" من القرن "في استطلاع عبر الإنترنت حول العالم أجرته مؤسسة انتخابات السيارات العالمية في عام 1999. حققت ميني الأصلية المركز الثاني في "السيارة العالمية للقرن" في نفس الاستطلاع (خلف موديل تي فورد).
فازت ميني كوبر / كوبر إس (2001-2006) بجائزة سيارة العام في أمريكا الشمالية عام 2003. فاز طراز مكشوف الفئة الأكثر حماسي / الدخول ومستوى 2005 الدولي للسيارات لهذا العام. بعد إطلاق ام كيه II ميني، اختارت شركة توب جير سيارة كوبر إس الجديدة أفضل سيارة صغيرة لعام 2006 . كانت السيارة في المركز الثاني في سيارة العام 2007 في العالم. في عام 2008، تم ترشيح النسخة الخضراء من ميني، ميني كوبر دي، لجوائز WhatGreenCar.com لسيارة العام. أثنى الحكام على كوبر دي لتقنية التوقف والتشغيل الفعال للديناميكيات والكبح المتجدد، وقد أعجبوا بتجربة قيادة السيارة. وصلت كوبر دي إلى القائمة المختصرة لجوائز جرين كار، لكنها خسرت أمام فورد فوكوس. في أبريل 2010، أدرج كيلي بلو بوك ميني كوبر كواحدة من أفضل 10 سيارات صديقة للبيئة لعام 2010 .
تحدث الدكتور أليكس مولتون، مصمم نظام التعليق للميني الأصلي ذي البابين، عن ميني الجديدة في مقابلة مع مجلة ميني وورلد : «إنها هائلة - كانت ميني الأصلية هي أفضل سيارة معبأة على الإطلاق - إنها سيارة مثال على كيفية عدم القيام بذلك. إنها ضخمة من الخارج وتزن نفس وزن أوستن ماكسي. تم اتخاذ الحماية من التصادم بعيدًا جدًا. يعني ماذا تريد سيارة مصفحة؟ إنه لا صلة له بالموضوع من حيث أنه ليس له دور في القصة المصغرة».
اقترح دان نيل، الصحفي المتخصص في مجال السيارات الحائز على جائزة بوليتزر، أنه مع تقديم سيارة كونتري مان، دفعت ميني العلامة التجارية إلى ما هو أبعد من الأهمية من خلال جعل السيارة طويلة وعريضة وطويلة لدرجة أنها تخلت عن المنطق الداخلي للعلامة التجارية: حجم صغير. في حفل توزيع جوائز أفضل محرك عالمي لعام 2013 الذي أقيم في 5 يونيو 2013، فازت ميني بجائزة محرك توربو توربو رباعي الأسطوانات سعة 1.6 لتر من ميني كوبر إس للمرة الثالثة على التوالي في فئة 1.4 إلى 1.8 لتر المحركات. يحتوي المحرك على «شاحن توربيني مزدوج التمرير مع وظيفة زيادة السرعة، وحقن بنزين مباشر، وتحكم بالصمام على أساس نظام فالفيترونيك»  ويبلغ إنتاجه 135 كيلوواط / 184 يوفر حصان وما يكفي من القوة لميني كوبر إس لتسريع 0-100 في 7.0 ثانية، وفي عام 2013 يتوفر لل ميني كوبر كونتري مان وميني كوبر بيسمان ونقل ALL-4 يمكن أيضا إضافة إلى التكوين.

## وصلات خارجية
- الموقع الرسمي